# Stéfanos Tsitsipás
Stéfanos Tsitsipás (en griego: Στέφανος Τσιτσιπάς; Atenas, 12 de agosto de 1998) es un tenista griego que compite como profesional desde 2016. Alcanzó la posición número 3 del ranking ATP en agosto de 2021. En este mismo año, se convirtió en el primer tenista de su país en jugar una final de Roland Garros.
Su logro más importante en el circuito ha sido ganar la Copa de Maestros en 2019 y el Masters 1000 de Montecarlo en 2021, 2022 y 2024. Ha ganado también 7 títulos ATP 250, la NextGen Finals y ha llegado a varias finales de Masters 1000 y ATP 500. En los Grand Slam su mejor participación fue la final en Roland Garros 2021 y en Australia 2023, y se convirtió además en el primer tenista griego en alcanzar dicha instancia.
Su estilo de juego se caracteriza por jugar bien desde el fondo de la cancha y subir constantemente a la red para volear, tomando ventaja de su altura y largas extremidades.

## Trayectoria

### Formación
Stéfanos Tsitsipás nació en Atenas el 12 de agosto de 1998. Su padre, Apóstolos, es griego y es su entrenador. Su madre, la extenista Julia Apostoli, es rusa de nacimiento (Yúliya Serguéyevna Sálnikova), pero se nacionalizó griega en 1990, tras su matrimonio con Apóstolos. Stefanos es nieto de Serguéi Sálnikov, un jugador y entrenador de fútbol que ganó la medalla de oro en el torneo de fútbol de los Juegos Olímpicos de 1956. Desde los doce años, Tsitsipás es entrenado por su padre.
Tsitsipás comenzó a jugar en los torneos ITF Futures de bajo nivel en Grecia en 2013 poco después de cumplir 15 años, donde es visto por Patrick Mouratoglou y se une a su academia de tenis en 2015. Poco después de comenzar a competir en la gira júnior y alcanzó la final del Orange Bowl en 2014 y 2015.
Desde 2023 sale con la tenista española Paula Badosa.[cita requerida]

### 2015-2016: Inicios como profesional

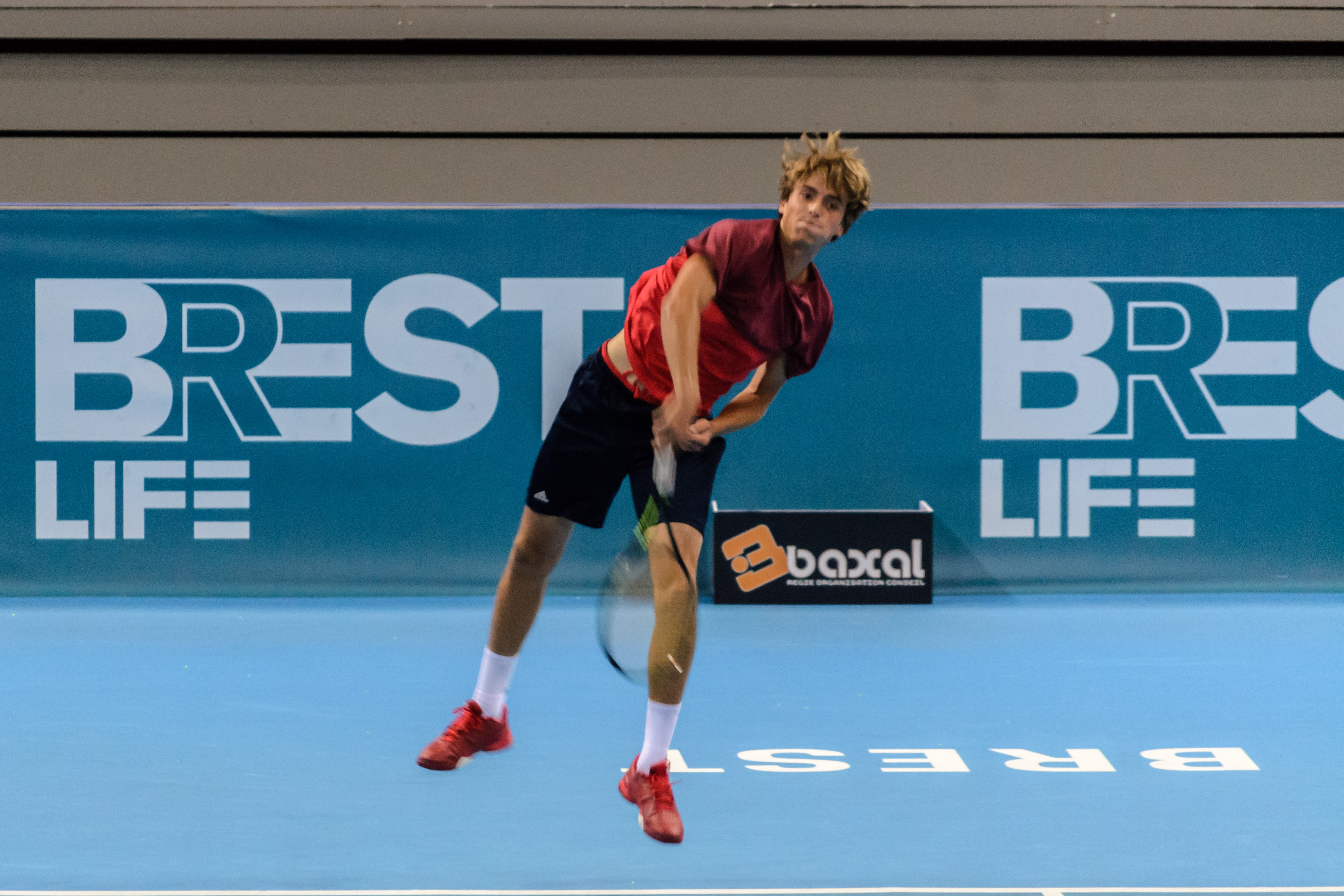
Tsitsipás en 2016.

Se clasificó para su primer Challenger en el Challenger de Burnie a principios de 2015 cuando aún tenía 16 años a través de la clasificación, pero perdió su único partido del cuadro principal ante Benjamin Mitchell por doble 6-2. Tsitsipás más tarde ganó su primer título de Futures y ganaría un total de 11, 5 en individuales y 6 en dobles, hasta finales de 2016. También ganó su primer partido Challenger cerca del final de 2015 en el Challenger de Mohammedía en Marruecos. En julio de 2016, ganó junto con Kenneth Raisma ganó el Campeonato de Wimbledon en la categoría júnior, derrotando en la final de dobles a Félix Auger-Aliassime y Denis Shapovalov por 4-6, 6-4 y 6-2, también fue semifinalista en individuales. Tsitsipás regresó a Marruecos un año después y llegó a sus primeras dos finales Challenger en semanas consecutivas en Mohammedia y Casablanca. Este éxito en África lo hizo subir hasta los 200 primeros del Ranking en octubre. También a fines de ese mes, a Tsitsipás se le otorgó una wild-card para jugar la fase clasificatoria del ATP 500 de Basilea en Suiza, su primera aparición en un torneo clasificatorio ATP. Derrotó a Rajeev Ram en la primera ronda, pero en el partido clasificatorio perdió contra Robin Haase por un estrecho 7-6(2) y 6-4.
Terminó 2016 en el puesto 1 con 2 finales perdidas a nivel challenger.

### 2017: Top 100, primera semifinal ATP y primera victoria sobre un top 10

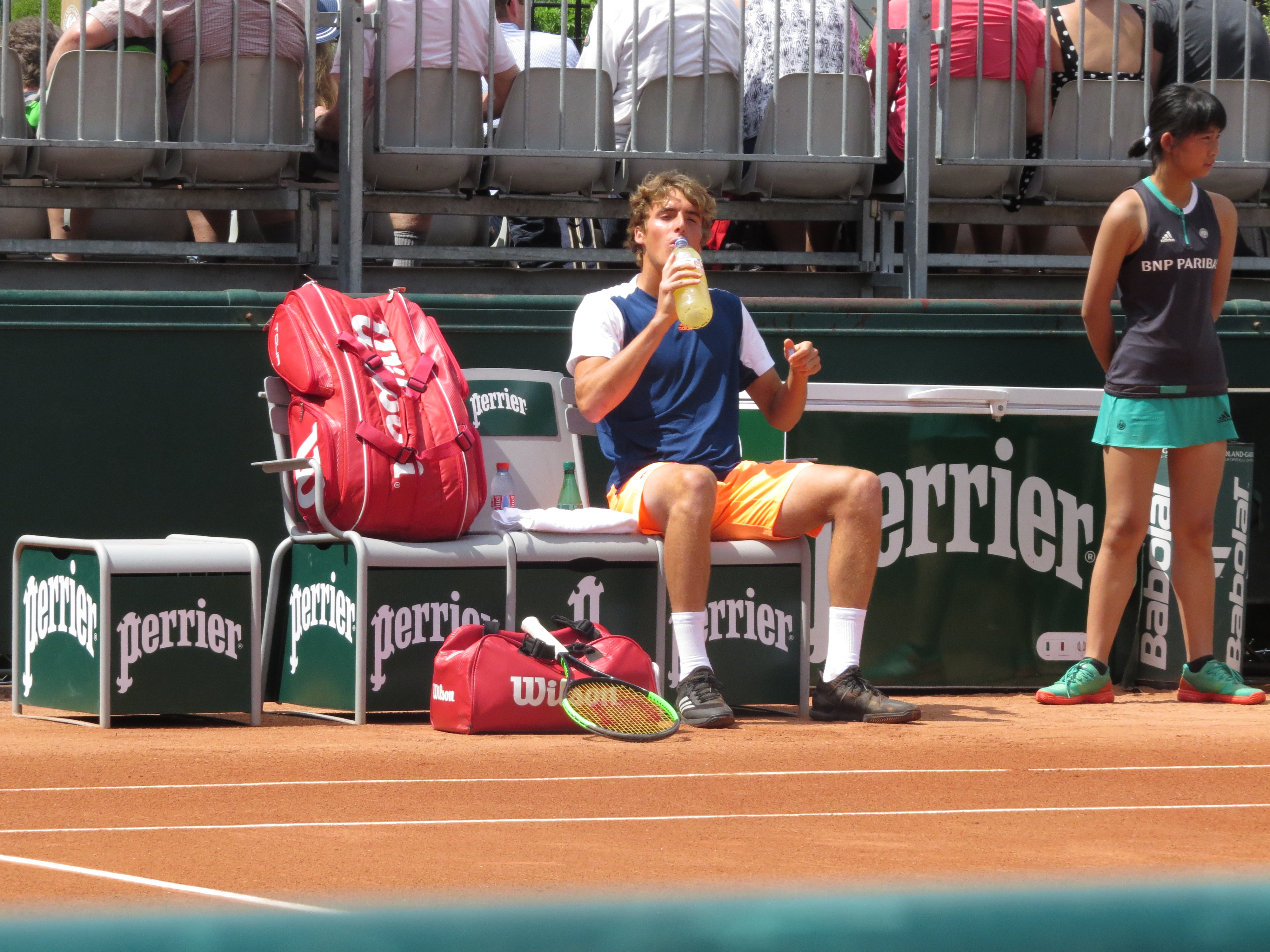
Tsitsipás durante la clasificación de cara a Roland Garros 2017, primer Grand Slam en el que jugaría.

Tsitsipás jugó su primer cuadro principal ATP en el ATP 500 de Róterdam mediante una wildcard, perdiendo su primer partido oficial contra el eventual campeón Jo-Wilfried Tsonga por 6-4 y 7-6(2). También hizo su debut en Grand Slam ese mismo año tras clasificarse para el cuadro principal de Roland Garros, perdiendo en primera ronda contra el cañonero croata Ivo Karlović en un partido apretado por 7-6(5), 7-5 y 6-4. De la misma forma, en la primera ronda de Wimbledon siendo derrotado en sets corridos por Dušan Lajović. Después de perder en la clasificación para el US Open, en septiembre ganó su primer título Challenger en Genoa tras batir a Guillermo García-López por 7-5 y 7-6(2).
En octubre, disputó el Masters de Shanghái tras pasar la clasificación donde logró su primer triunfo profesional tras vencer a Karen Jachánov por 7-5 y 6-3 en 1R, luego perdió ante John Isner por doble 7-6. Ese mismo mes, llegó hasta la semifinal de un torneo ATP por primera vez en el ATP 250 de Amberes en Bélgica proviniendo de la clasificatoria. En primera ronda venció al uruguayo y sexto cabeza de serie Pablo Cuevas por un claro 6-1 y 6-4, en segunda ronda ganó a Ivo Karlović tras retirada del croata cuando el griego ganaba por 7-6(1) y 5-6. Ya en cuartos de final se enfrentó al favorito local y n.º 10 del mundo David Goffin, logrando su primera victoria contra un top 10 de su carrera por 2-6, 7-6(1) y 7-6(4). En semifinales se enfrentó al argentino Diego Schwartzman cayendo por 6-3 y 7-5. Este gran torneo instaló a Tsitsipás en el top 100 del Ranking ATP a la edad de tan solo 19 años y le dio una clasificación lo suficientemente alta como para ser nombrado suplente para el NextGen ATP Finals.

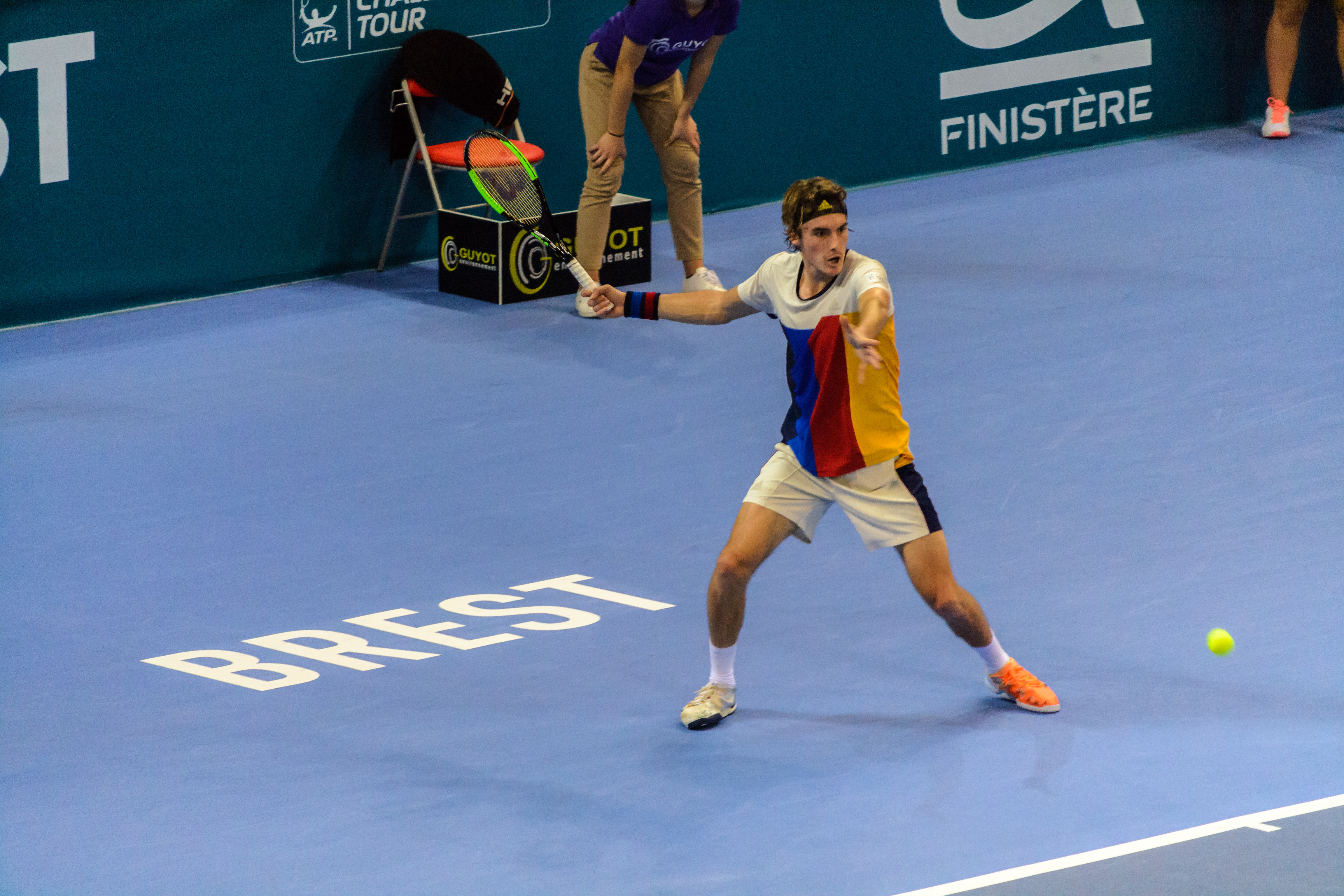
Tsitsipás durante la final del Challenger de Brest contra Corentin Moutet, partido que perdería por 6-2 y 7-6.

También se convirtió en el primer griego en llegar al top 100 del Ranking mundial. Cerró la temporada con otra final de Challenger, esta vez en Brest, perdiendo contra Corentin Moutet en sets corridos. Además durante un tiempo llegó a estar en la primera posición del ranking júnior.

### 2018: Primer título ATP, primera final de Masters 1000 y campeón del NextGen ATP Finals
Comienza su temporada 2018 con el ATP 250 de Doha entrando desde la clasificación y llegando a los cuartos de final después de eliminar a Florian Mayer 4-6, 7-5, 6-4 y a Richard Gasquet por 6-3, 6-4, cayendo contra Dominic Thiem por 7-5 y 6-4. Luego disputó el Abierto de Australia, en el que perdió ante Denis Shapovalov en la primera ronda por 1-6, 3-6 y 6-7(5). El 1 de marzo, quedó eliminado del ATP 500 de Dubái en los cuartos de final frente a Malek Jaziri en tres sets.
En el Masters de Indian Wells fue eliminado en tres sets por Dominic Thiem en la segunda ronda, y en el Masters de Miami perdió en primera ronda contra Daniil Medvédev por 6-2, 4-6 y 2-6 en un partido algo polémico.
Superó la fase clasificatoria para el Masters de Montecarlo; en la primera ronda del torneo venció a Shapovalov por 6-3 y 6-4. No obstante, en el siguiente encuentro perdió con David Goffin por 7-6(4) y 7-5. Después disputó el ATP 500 de Barcelona, en 1R eliminó a Corentin Moutet por un claro 6-4 y 6-1, en 2R derrotó al cabeza de serie argentino Diego Schwartzman por otro marcador muy contundente por 6-2 y 6-1, en tercera ronda derrotó al local Albert Ramos por 6-4, 7-5. En cuartos de final venció al número 7 del mundo Dominic Thiem por un claro 6-3 y 6-2 en una 1 hora y 22 minutos. Ya en semifinales se enfrenta a otro local, Pablo Carreño, batiéndolo por 7-5 y 6-3 en 1 hora 35 minutos, con diecinueve años, se convirtió en el segundo tenista más joven en llegar a una final en un torneo ATP desde Rafael Nadal en 2005, además de llegar a la final derrotando a tres jugadores situados entre los 20 mejores del ranking y sin ceder sets en sus cinco partidos. Además se convirtió en el primer jugador griego en llegar a una final de un torneo ATP desde Nicky Kalogeropoulos en 1973. Justamente con Nadal perdió la final de la competición, por un marcador de 6-2 y 6-1 en solo 1 hora 18 minutos. Su actuación también le hizo ganarse la atención nacional en su país Grecia, donde el tenis no es un deporte muy popular. Esta actuación lo colocó en el Top 50 en el puesto 44.
En el ATP 250 de Estoril, comenzó en primera ronda derrotando a Pablo Andújar por 7-6(2) y 6-3, luego en 2R derrotó al principal cabeza de serie y número 8 del mundo Kevin Anderson por 6-7(3), 6-3 y 6-3 logrando la tercera victoria de su carrera sobre un Top 10 y siguiendo dar de que hablar. En su siguiente encuentro, derrotó a Roberto Carballés por 6-7(2), 6-2 y 7-6(3) avanzando a semifinales, donde fue eliminado por João Sousa en tres sets por 6-4, 1-6 y 7-6(4). En mayo, recibió un will-card para el Masters de Madrid después de que Thanasi Kokkinakis se bajara del torneo. Cayó en la primera ronda contra Yevgueni Donskói por un disputado 5-7, 6-4 y 7-6(3). En el Masters de Roma, perdió contra Juan Martín del Potro por 7-5 y 6-3 en la segunda ronda.
Comenzó Roland Garros con una victoria sobre el clasificado español Carlos Taberner por 7-5, 6-7(5), 6-4 y 6-3 logrando su primer triunfo en un Grand Slam. Luego perdió contra el futuro finalista del torneo y número 8 del mundo, el austriaco Dominic Thiem, en cuatro mangas por 2-6, 6-2, 3-6, 2-6.

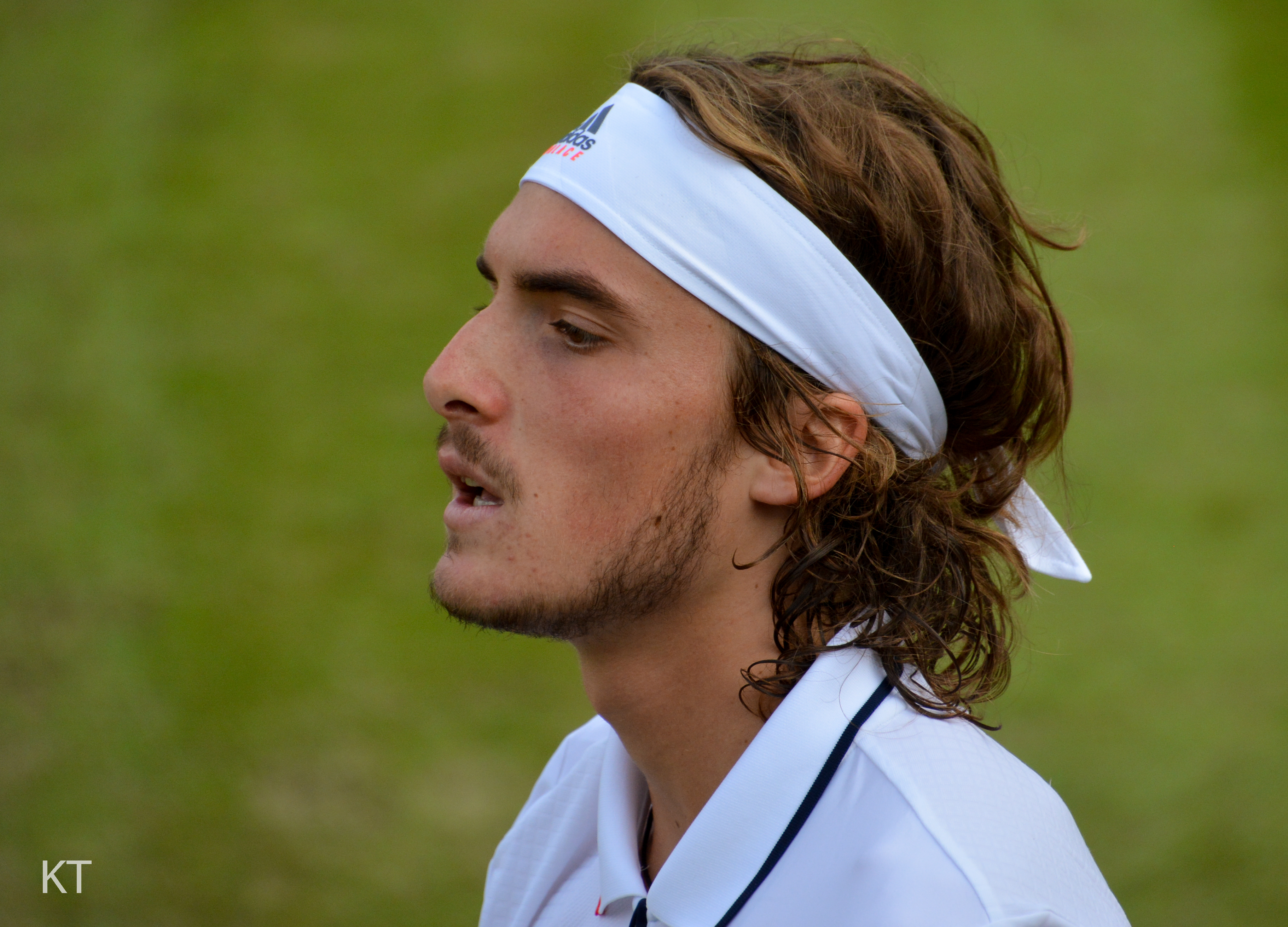
Tsitsipás durante Wimbledon 2018; este sería el primer torneo de Grand Slam en el que alcanzó los octavos de final.

En junio, participó en el Torneo de 's-Hertogenbosch mediante willcard, vence sucesivamente a John-Patrick Smith y a Malek Jaziri finalmente cayó en los cuartos de final ante Richard Gasquet por doble 7-6. En el Torneo de Halle perdió en la segunda ronda con Denis Kudla por 6-3 y 6-4 antes batió al clasificado n.º 5 Lucas Pouille. En Wimbledon fue cabeza de serie 31 y venció sucesivamente a Grégoire Barrère (6-3, 6-4, 6-7, 7-5), Jared Donaldson (6-3, 6-2, 3-6, 4-6, 6-3) y a Thomas Fabbiano por 6-2, 6-1, 6-4 llegando así por primera vez a la segunda semana de un torneo de Grand Slam, antes de caer en octavos de final contra el n.º 10 del mundo y futuro semifinalista del torneo John Isner por un apretado 6-4, 7-6(8) y 7-6(4).

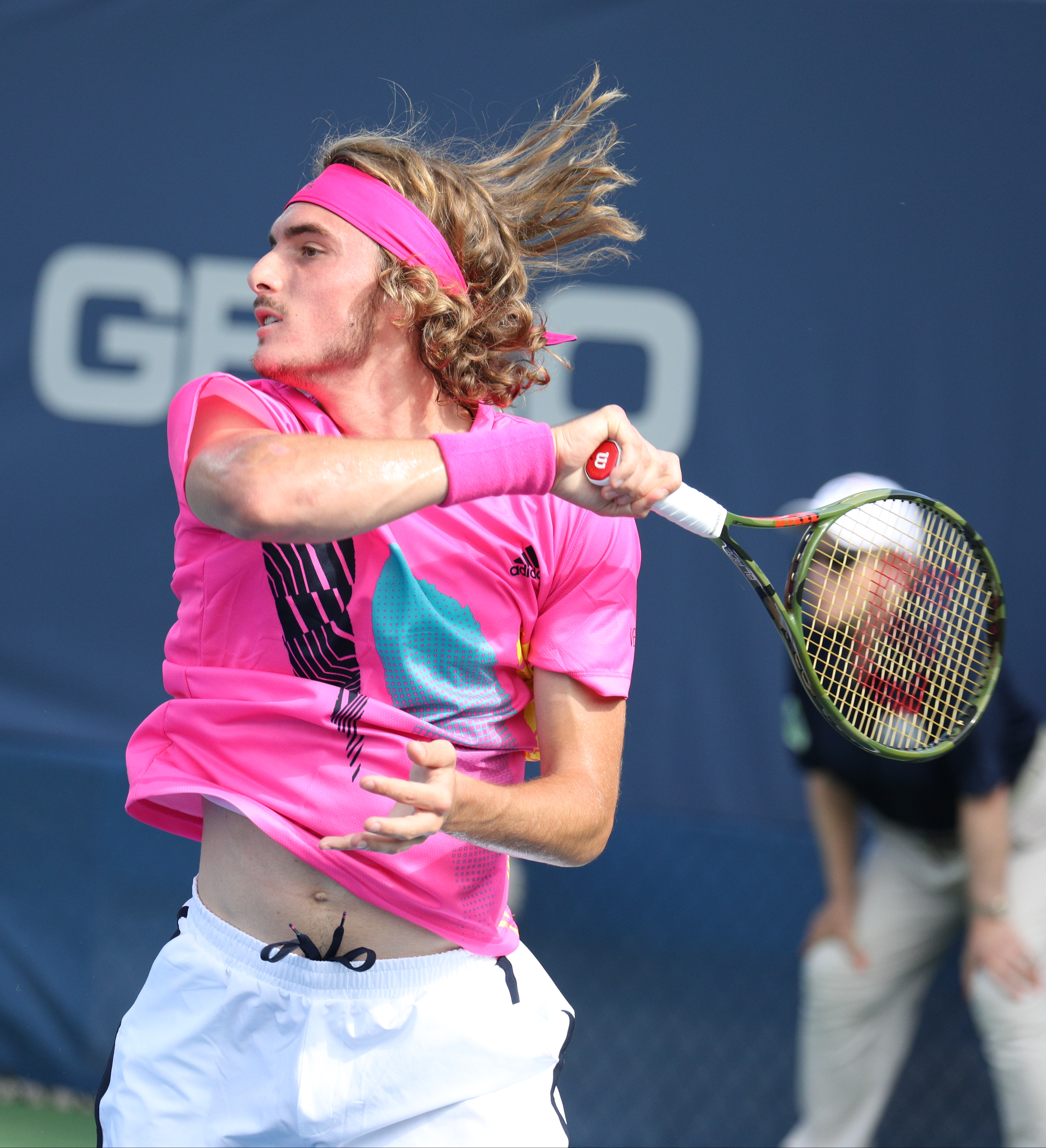
Tsitsipás durante el Torneo de Washington.

Comienza la gira por canchas duras norteamericanas con el Torneo de Washington, como cabeza de serie n.º 10, y eliminó a Jared Donaldson y James Duckworth en las dos primeras rondas antes de derrotar al belga David Goffin por 6-3 y 6-4 en los cuartos de final. En semifinales es derrotado por el máximo favorito y número 3 del mundo, el alemán Alexander Zverev por un categórico 6-2 y 6-4.
En el Masters de Toronto tendría una gran semana, comenzó desde la primera ronda eliminando a Damir Džumhur por 6-3 y 7-6(3). Luego en segunda ronda venció al número 8 del mundo Dominic Thiem por el mismo marcador, en la tercera ronda vence al n.º 10 del mundo Novak Djokovic (ganador reciente de Wimbledon) por 6-3, 6-7(5) y 6-3 después de 2 horas y 17 minutos de juego. En los cuartos de final, se enfrenta de nuevo a Alexander Zverev y accede por primera vez a las semifinales de un Masters 1000 por un marcador de 3-6, 7-6(11) y 6-4 después de 2h27m y también salvando varios puntos de partido, también es la primera vez que un jugador tan joven derrota a tres miembros del top 10 en un solo torneo desde Rafael Nadal en 2006. En semifinales se enfrenta al número 6 del mundo, Kevin Anderson, necesitando otros tres sets nuevamente para ganar por 6-7(4), 6-4 y 7-6(7) en 2h47m de juego para alcanzar su segunda final de la temporada e instalarse en la final de un Masters 1000 por primera vez, en su camino a la final derrotó a cuatro jugadores Top 10 repitiendo lo que hizo Jo-Wilfried Tsonga en el mismo torneo en 2014 y también siendo el más joven en lograr dicha hazaña. El 12 de agosto y en su vigésimo cumpleaños, perdió en la final contra el número 1 del mundo, el español Rafael Nadal (quien también lo había derrotado un su primera final como profesional en el Godó), en dos sets por 6-2 y 7-6(4) después de 1 hora 43 minutos de un juego que comenzó desde el segundo set después de que Nadal sacara para campeonato 5-4 arriba y Tsitsipás quebrara producto de errores del balear y luego estando 5-6 arriba recibiendo desaprovechó una bola de set. Al día siguiente (13 de agosto en el Ranking ATP, Tsitsipás ingresó por primera vez en el top 15 y en el transcurso de un año, el griego pasó del lugar 159 al 15. Un día después, fue eliminado del Masters de Cincinnati por David Goffin por un score de 7-5 y 6-3 en primera ronda.

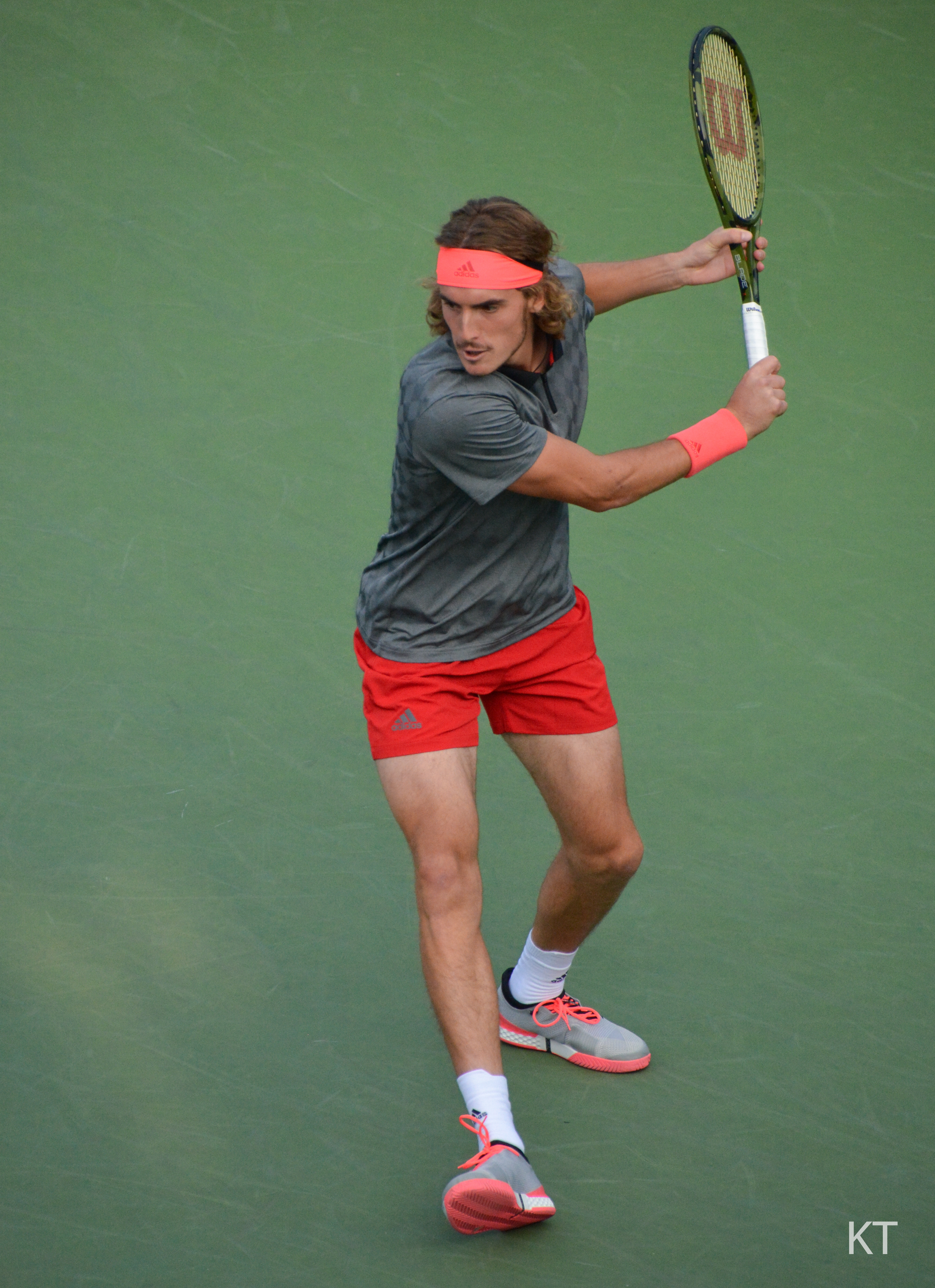
Tsitsipás durante el US Open 2018.

En el US Open, hizo su debut en el cuadro principal derrotando a Tommy Robredo en tres sets, pero fue derrotado en la segunda ronda por otro NextGen, el ruso Daniil Medvédev, en cuatro sets. Citó la fatiga como un factor en las tempraneras derrotas y lo que lo llevó a salir antes de los cuartos de final en tres de sus siguientes cuatro torneos. Tras un leve descenso de rendimiento en sus torneos anteriores, reaccionó en el Masters de Shanghái en octubre. Dejando en el camino a Gael Monfils y Karen Jachánov, antes de perder en octavos de final contra el número 8 del mundo Kevin Anderson por 6-4 y 7-6(1).
Luego jugó el ATP 250 de Estocolmo como tercer cabeza de serie y por ende comenzó desde la segunda ronda derrotando a John Millman en tres sets por 6-4, 3-6 y 6-3. En cuartos de final venció a Philipp Kohlschreiber por 6-3 y 7-6(4). En semifinales venció a Fabio Fognini por un claro 6-3 y 6-2 para acceder a la tercera final de su carrera, donde ganaría su primer título ATP tras vencer el letón Ernests Gulbis por doble 6-4 en 1 hora y 21 minutos. Con la victoria, se convirtió en el primer jugador griego en ganar un título ATP. En el Torneo de Basilea, llegó hasta los cuartos de final donde se enfrentó a Daniil Medvédev, contra quien perdió por 4-6, 6-3, 3-6. Continuó con el último Masters 1000 de la temporada: Paris-Bercy perdiendo en la segunda ronda contra el bosnio Damir Džumhur por 3-6 y 3-6.
Tsitsipás cerró su temporada en las NextGen ATP Finals en Milán, con el formato del Masters de Londres, los siete mejores jugadores del tenis mundial de 21 años o menos, más un invitado. Como cabeza de serie número 1 era el máximo favorito para alzarse con el torneo. Quedó situado en el Grupo B con el estadounidense Frances Tiafoe, el español Jaume Munar y el polaco Hubert Hurkacz. Tsitsipás en su grupo derrotando a todos, venció a Tiafoe y Hurkacz en sets corridos y a Munar en cuatro sets. Para las semifinales enfrentó a Andrey Rublev y lo derrotó en un luchado partido a cinco sets para avanzar a la final en la que se enfrentó al segundo favorito Álex de Miñaur. Derrotó a De Miñaur en cuatro sets por 2-4, 4-1, 4-3(3) y 4-3(3) en 1 hora 40 minutos para ganar el NextGen ATP Finals siendo este su segundo título profesional. A final del año, Tsitsipás fue nombrado como el jugador ATP de Mayor Progresión del Año por su gran temporada.

### 2019: Semifinal en el Abierto de Australia, llegada al Top 10, campeón de la Copa de Maestros
Comenzó su temporada representando a Grecia en la última Copa Hopman (Pasará a llamarse World Team Cup en 2020), asociándose con Maria Sakkari, lo que los convirtió en el primer equipo en representar a Grecia en el torneo en 17 años. Después de una derrota y una victoria en individuales respectivamente contra Cameron Norrie de Gran Bretaña (6-7(8), 4-6) y Frances Tiafoe de Estados Unidos por 6-3, 6-7(3), 6-3, se enfrenta por primera vez a Roger Federer de Suiza (quien también ganaría su tercera Copa Hopman en esta edición). En un partido de alta calidad, termina perdiendo en doble muerte súbita por 6-7(5), 6-7(4) y así su nación quedó fuera de la final. A la semana siguiente jugó el Torneo de Sídney siendo el máximo favorito. En la segunda ronda venció fácilmente al argentino Guido Andreozzi 6-3, 6-4 antes de caer en los cuartos de final contra el octavo cabeza de serie Andreas Seppi por 6-4, 4-6, 4-6, quien, a pesar de sus 34 años, fue más efectivo en el servicio.
Tras una semana de descanso llega el primer Grand Slam del año: el Abierto de Australia donde es 14.º cabeza de serie en su segunda participación en Melbourne. Venció al italiano Matteo Berrettini (6-7(3), 6-4, 6-3, 7-6(4)), al serbio Viktor Troicki (6-3, 2-6, 6-2, 7-5) y al georgiano Nikoloz Basilashvili (6-3, 3-6, 7-6(7), 6-4) para alcanzar los octavos de final en un Grand Slam por segunda vez, después de Wimbledon 2018. Allí se enfrenta al suizo y vigente campeón Roger Federer con quien juega por primera vez de forma profesional y se toma revancha de lo ocurrido en la Copa Hopman una semana atrás y logra dar el batacazo al vencerlo por 6-7(11), 7-6(3), 7-5 y 7-6(5) en 3 horas y 45 minutos de juego, salvando los 12 puntos de quiebre que enfrentó. En cuartos de final batió al español Roberto Bautista-Agut por 7-5, 4-6, 6-4 y 7-6(2) para acceder a su primera semifinal de Grand Slam con solo 20 años y como dato curioso habiendo ganado sus 5 partidos en 4 sets. Allí se enfrentó a Rafael Nadal contra quien perdió por un categórico 2-6, 4-6 y 0-6. Aun así tras su gran torneo en Australia alcanzó su mejor puesto para subir hasta el puesto 12 del Ranking ATP para convertirse en el jugador griego mejor clasificado de la historia.
Regresó a la competencia a principios de febrero en el ATP 250 de Sofía en pista dura bajo techo, siendo segundo cabeza de serie. Empezó desde la segunda ronda venciendo a Jan-Lennard Struff por 7-6(5), 6-4 pero en la siguiente ronda perdió contra Gaël Monfils en 1 hora y 30 minutos por 3-6, 6-7(5). A la semana siguiente disputó el ATP 500 de Róterdam perdiendo en la primera ronda contra el bosnio y número 52 del mundo, Damir Džumhur, por 4-6, 6-1 y 5-7 mostrando signos de cansancio. Tras esta nueva decepción participó en el Torneo de Marsella, otro ATP 250, como principal cabeza de serie batió a Hubert Hurkacz, Sergui Stajovski y al tercer cabeza de serie David Goffin en semifinales para alcanzar la final. Allí se enfrenta al kazajo Mijaíl Kukushkin con el que concluye el torneo sin perder un set al vencerlo por 7-5 y 7-6(5) ganando su segundo título ATP 250. Este trofeo le permite alcanzar el 11.º lugar al final del torneo. Apenas sin descanso, a la semana siguiente juega el ATP 500 de Dubái, en la primera ronda se enfrenta al australiano Matthew Ebden al que vence con algo de dificultades por 6-4, 3-6, 6-3. En segunda ronda, derrotó al clasificado bielorruso Yegor Guerásimov, 155 del mundo, por 6-3, 6-1 para llegar a los cuartos de final donde se encuentra con el polaco y número 77 del mundo, Hubert Hurkacz, ganador sobre Kei Nishikori en la ronda anterior, se las arregla para vencerlo después de dos sets muy luchados ganando en 3 mangas por 7-6(4), 6-7(1) y 6-1. En las semifinales, derrotó al francés Gaël Monfils en tres apretados sets por 4-6, 7-6(4) y 7-6(4) para acceder a su segunda final en ATP 500, lo que le aseguraba ingresar al top 10 al final del torneo. También es el primer jugador griego en la historia en lograr llegar a la lista de los diez mejores. Allí perdió la final contra Roger Federer por doble 4-6.
El 9 de marzo, comenzó el primer Masters 1000 de la temporada: Indian Wells exento de la primera ronda, comenzó desde la segunda enfrentándose al joven canadiense Félix Auger-Aliassime, finalista reciente del Torneo de Río de Janeiro. En un partido donde cometió demasiadas doble faltas, es vencido claramente por 4-6, 2-6. El 24 de marzo comenzó el Masters de Miami donde fue octavo cabeza de serie, en segunda ronda derrotó al local Mackenzie McDonald 7-6(4), 6-1. En la siguiente ronda, derrotó al argentino Leonardo Mayer en dos sets por doble 6-4 para acceder a octavos de final donde se topó con el canadiense Denis Shapovalov, en un duelo que terminño a las 1:40 a. m. (hora local) y donde ambos jugadores ganaron más de 100 puntos terminó decantándose para el canadiense por 6-4, 3-6, 6-7(3). Pero su consuelo es el dobles, junto con el holandés Wesley Koolhof llegaron a la final, donde fueron derrotados por los hermanos Bob y Mike Bryan en dos reñidos sets por 5-7, 6-7(8). Al final del torneo, siguió ascendiendo en el ranking mundial y se situó en la octava posición.
Regreso a las canchas en la tercera semana de abril con el inicio de la gira de arcilla europea con el Masters de Montecarlo. En segunda ronda batió al kazajo Mijaíl Kukushkin en una revancha de la final del Torneo de Marsella en febrero, ganando en sets corridos por 6-3 y 7-5. En la siguiente ronda se enfrentó al ruso Daniil Medvédev, con quien tuvo un fuerte altercado en Miami en 2018, quien lo derrotó por cuarta vez consecutiva, en tres sets por 2-6, 6-1, 4-6), a pesar de haber empezado con una rotura de servicio en el último set. A la semana siguiente jugó el ATP 500 de Conde de Godó, comenzó desde la segunda ronda batiendo al húngaro Márton Fucsovics por 6-3 y 6-4. En la tercera ronda es eliminado por el alemán Jan-Lennard Struff, quien lo derrota por 4-6, 6-3 y 2-6.
Juega por tercera semana consecutiva en el ATP 250 de Estoril. Venció a Guido Andreozzi y João Domingues para alcanzar semifinales donde se enfrentó al belga David Goffin con quien luchó duramente en tres mangas por un score de 3-6, 6-4 y 6-4 para lograr su tercera final del año. Allí vence a Pablo Cuevas por 6-3 y 7-6(4) ganando su cuarto título ATP y primero en tierra batida. Después de dos días de descanso, juega el Masters 1000 Madrid, como noveno cabeza de serie vence a Adrian Mannarino y Fernando Verdasco en sus dos primeros partidos, en los cuartos de final batió al campeón defensor Alexander Zverev, ganando en tres sets disputados por 7-5, 3-6, 6-2, en las semifinales le gana por primera vez a Rafael Nadal por 6-4, 2-6, 6-3. Allí perdió ante Novak Djokovic por 3-6 y 4-6, acusando un poco el cansancio de 2 semanas tan exigentes. El 13 de mayo obtuvo nuevamente el mejor ranking de su carrera: subiendo al séptimo lugar. Apenas sin descanso, disputó el último Masters 1000 sobre tierra batida: Roma. En sus dos primeras rondas venció a los italianos Jannik Sinner (6-3, 6-2) y a Fabio Fognini (6-3, 6-4) sin apelación. Ya en cuartos debía enfrentarse a Roger Federer pero este no se presentó debido a una molestia en la pierna derecha dando walkover a Tsitsipás, así el griego accedió a las semifinales donde perdió 6-3 y 6-4 contra el futuro campeón Rafael Nadal.

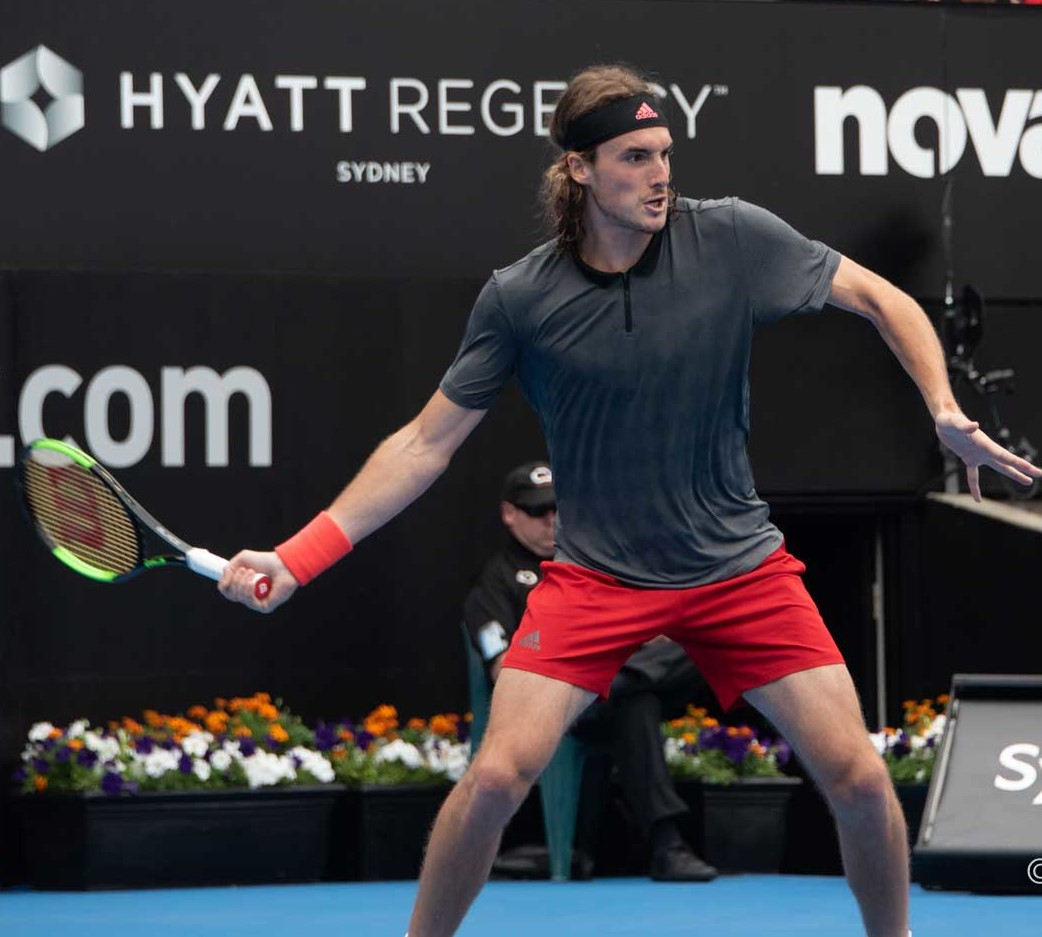
Tsitsipás en el Torneo de Sídney 2019.

Llega al segundo Grand Slam del año: Roland Garros como número 6 del mundo. Sus tres primeras rondas no son todas fáciles. Vence sucesivamente al 116 del mundo Maximilian Marterer, por 6-2, 6-2, 7-6(4); al 86 del mundo, el boliviano Hugo Dellien, en cuatro sets por 4-6, 6-0, 6-3, 7-5); y al 60 del mundo, el serbio Filip Krajinović, en cuatro sets por 7-5, 6-3, 6-7(3) y 7-6(6) convirtiéndose en el primer tenista tenista griego en alcanzar los octavos de final en Roland Garros en 84 años. En octavos de final se enfrenta al 24.º cabeza de serie y excampeón del torneo Stanislas Wawrinka, con quien juega un partidazo de mucha calidad de 5 horas y 9 minutos, con una temperatura superior a 30.º C y con fuertes vientos, finalmente el suizo se impuso por 6-7(6), 7-5, 4-6, 6-3, 6-8. Estuvo cerca de una penalización al final del segundo set luego de lanzar una pelota a la grada, concluyendo así una gran gira sobre tierra para el griego al lograr su primer título sobre la superficie y primera final y semifinal de Masters 1000 sobre tierra batida.
A pesar de una buena primera parte de la temporada, Tsitsipás empezó a bajar su rendimiento después de Roland Garros. Comenzó su temporada de césped en el Torneo de 's-Hertogenbosch como máximo favorito y perdió a las primeras de cambio contra el chileno Nicolás Jarry por 4-6, 6-3, 4-6. Tras esto juega el ATP 500 de Queen's, también como primer cabeza de serie, en la primera ronda derrotó al británico Kyle Edmund por 6-3, 7-5 y luego con mucha dificultad al francés Jeremy Chardy por 4-6, 7-6(0), 7-6(4) y es eliminado en los cuartos de final contra el canadiense Félix Auger-Aliassime por 5-7 y 2-6, finalista reciente del Torneo de Stuttgart. En Wimbledon, perdió en la primera ronda contra el 89 del mundo el italiano Thomas Fabbiano en cinco sets por 4-6, 6-3, 4-6, 7-6, 3-6, completando una irregular temporada sobre canchas de pasto.
Después de tres semanas de entrenamiento, compitió en el ATP 500 de Washington. En segunda ronda venció al estadounidense Tommy Paul 6-3, 7-5. En octavos de final al australiano Jordan Thompson 6-3, 7-6(4) y en cuartos a Benoît Paire por 7-5 y 6-0 para acceder a semifinales, perdiendo contra el talentoso y controvertido australiano Nick Kyrgios por 4-6, 6-3, 6-7(7) después de tener un punto de partido en el desempate. Cuatro días después perdió de entrada en el Masters de Montreal en la segunda ronda contra Hubert Hurkacz por 4-6, 6-3, 3-6. Perdió de entrada nuevamente en el Masters de Cincinnati contra el alemán Jan-Lennard Struff por 4-6, 7-6(5), 6-7(6), por lo que descendió hasta el octavo lugar del ranking.
En el último "Major" del año, el US Open, pierde nuevamente en la primera ronda contra el ruso Andrey Rublev, por 4-6, 7-6(5), 6-7(7), 5-7 llegando a una racha de 4 derrotas consecutivas.
Finalizó la temporada con la Laver Cup, en Ginebra con el equipo europeo. En individuales, vence al estadounidense Taylor Fritz por 6-2, 1-6 y 10-7, luego disputa dos dobles: uno asociado con Roger Federer (el cual perdió 7-5, 4-6, 8-10), el otro asociado con Rafael Nadal (el cual perdió 4-6, 6-3, 6-10). Finalmente el equipo europeo ganó el torneo por un estrecho 13-11 tras el triunfo de Alexander Zverev sobre Milos Raonic en el último punto. Unos días después disputó el ATP 250 de Zhuhai, nuevo torneo ATP, como primer cabeza de serie. Nuevamente perdió de entrada al retirarse de su partido de segunda ronda contra el francés Adrian Mannarino, cuando iban 3-6, 7-5 y 0-0, citando demasiada fatiga.

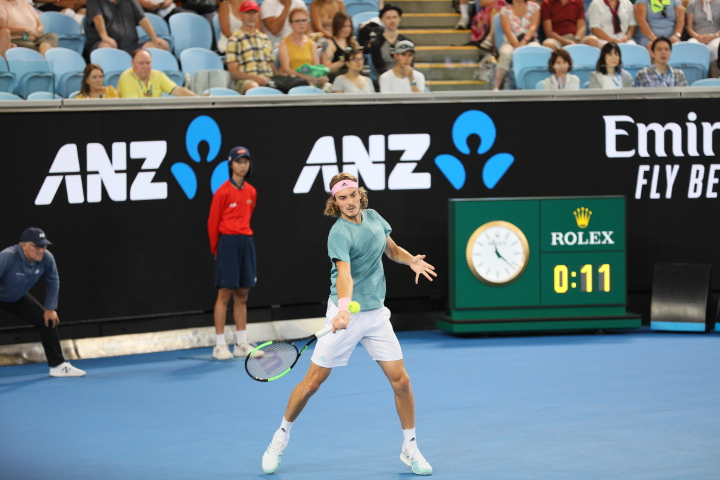
Tsitsipás en el Abierto de Australia 2019 alcanzó sus primeras semifinales de Grand Slam cayendo frente a Rafael Nadal por un claro 6-2, 6-4 y 6-0, antes en la cuarta ronda dio el batacazo y venció al campeón defensor Roger Federer en cuatro sets.

Pondría fin a su mala racha en el ATP 500 de Pekín como tercer cabeza de serie, en primera ronda vence al serbio Dušan Lajović 4-6, 6-3, 6-4, en segunda ronda al georgiano y campeón defensor Nikoloz Basilashvili por 4-6, 6-3, 6-2. En cuartos de final venció al estadounidense John Isner por 7-6(3), 6-3 y en semifinales al alemán Alexander Zverev por 7-6(4) y 6-4. En su novena final ATP perdió contra el austriaco y número 5 del mundo, Dominic Thiem, por 6-3, 4-6, 1-6. A la semana siguiente jugó el Masters de Shanghái, en segunda ronda venció al canadiense Félix Auger-Aliassime por doble 7-6 (en un difícil encuentro), en tercera ronda derrotó al polaco Hubert Hurkacz en otro difícil partido por 7-5, 3-6 y 7-6(5). En cuartos de final dio la sorpresa batiendo al número 1 del mundo, el serbio Novak Djokovic por 3-6, 7-5, 6-3. En semifinales enfrenta al ruso y número 4 del mundo, Daniil Medvédev, con quien tuvo una discusión en Key Biscayne en 2018 y perdió por quinta vez consecutiva en dos sets apretados por 6-7(5), 5-7.
Empezó su Gira indoor (bajo techo) con el ATP 500 de Basilea, en la primera ronda vence al español Albert Ramos 6-3, 7-6(6) y luego al lituano Ričardas Berankis por 6-7(4), 6-2 y 6-4. En cuartos de final derrotó al serbio Filip Krajinović por 3-6, 6-4, 6-4. En las semifinales perdió contra el número 3 del mundo, Roger Federer, en dos sets por 4-6, 4-6. Posteriormente jugó el último Masters 1000 del año, el Masters de París-Berçy, empezó en la segunda ronda derrotando al estadounidense Taylor Fritz 7-6(3), 6-3. En los octavos de final venció al australiano Álex de Miñaur en dos sets por 6-3 y 6-4. En los cuartos de final, perdió bruscamente contra Novak Djokovic por un claro 1-6, 2-6.
Termina la temporada con el último torneo del año: el Torneo de Maestros el cual jugará por primera vez en su carrera quedando situado en el Grupo Andre Agassi con el español Rafael Nadal, el ruso Daniil Medvédev y el alemán Alexander Zverev. Comenzó de gran forma venciendo a Medvédev y Zverev en sets corridos, en su último partido del grupo perdió con Nadal por 7-6(4), 4-6 y 5-7, aun así acabó primero en el grupo. En las semifinales, derrotó a Roger Federer por un claro 6-3 y 6-4, en la final se vio las caras con Dominic Thiem, Tsitsipás terminó imponiéndose en un partido apretado que terminó con una muerte súbita el set decisivo ganando con un marcador final de 6-7(6), 6-2 y 7-6(4) en 2 horas 35 minutos para convertirse en el ganador más joven de la Copa de Maestros desde Lleyton Hewitt en 2001. Terminó la temporada en el puesto número 6.

### 2020: Semifinal en Roland Garros y parón por pandemia
Entró en el Abierto de Australia 2020 como sexto cabeza de serie en el cuadro masculino, pero no pudo repetir su éxito de 2019, perdiendo en la tercera ronda ante Milos Raonic. A continuación, entró en el Torneo Mundial de Tenis ABN AMRO de Róterdam como segundo cabeza de serie, pero no pudo hacer honor a su posición al perder en octavos de final contra Aljaž Bedene. Se recuperó rápidamente para defender su título en el Open 13 de Marsella, ganando su 5.º título ATP, registrando en el proceso 4 victorias consecutivas sin ceder un set, y derrotando a Félix Auger-Aliassime en la final. La semana siguiente se presentó en el Campeonato de Tenis de Dubái, como segundo cabeza de serie, por detrás de Novak Djokovic. Consiguió 4 victorias consecutivas y llegó a la final por segundo año consecutivo, donde perdió en sets corridos ante el número 1 del mundo.
En el US Open, fue cuarto cabeza de serie en el cuadro masculino. Venció a Albert Ramos Viñolas y a Maxime Cressy sin ceder un solo set, antes de perder ante Borna Ćorić en la tercera ronda, a pesar de disponer de seis puntos de partido y de estar un break arriba en el 5.º set.
En el Abierto de Francia, que se disputó por única vez en el mes de septiembre debido al reagendamiento de diversos torneos provocados por la Pandemia de COVID-19, fue el quinto cabeza de serie. Derrota al español Jaime Munar en 5 mangas, luego de perder los dos primeros sets, para luego avanzar a semifinales sin perder un set más derrotando a rivales como Grigor Dimitrov y Andrey Rublev. En semis cae ante Djokovic en cinco sets, partido que empieza perdiendo los dos primeros sets pero que estira hasta el quinto, donde se le ve físicamente agotado, cayendo por un resultado global de 3-6, 2-6, 7-5, 6-4, 1-6.
Tsitsipas no pudo defender su título de las Finales ATP 2019. Fue eliminado del evento de final de temporada con un récord de 1-2 durante la parte de la competición de octavos de final, habiendo derrotado al ruso Rublev, pero perdiendo ante Dominic Thiem y Rafael Nadal.

### 2021: Final de Roland Garros, primer Masters 1000 y Top 3
Tsitsipas comenzó su campaña en el Abierto de Australia 2021 con una cómoda victoria en sets corridos sobre Gilles Simon, antes de sobrevivir a un thriller de cinco sets con Thanasi Kokkinakis. A continuación, venció a Mikael Ymer en sets corridos antes de que un lesionado Matteo Berrettini le diera un pase libre. En los cuartos de final, Tsitsipas se convirtió en el segundo jugador, junto con Fabio Fognini en el US Open de 2015, en derrotar a Rafael Nadal en un partido de grand slam desde dos sets a cero. Finalmente perdió en las semifinales ante Daniil Medvédev. En Róterdam, Tsitsipas perdió en las semifinales ante el eventual campeón Andrey Rublev.
En abril, Tsitsipas ganó su primer título de Masters 1000 en el Masters de Montecarlo, tras derrotar a Aslan Karatsev, Cristian Garín, Alejandro Davidovich Fokina, Dan Evans y Andrey Rublev. Con ello, Tsitsipas se convirtió en el primer jugador griego de la historia en ganar un título de Masters. En mayo, Tsitsipas derrotó a Cameron Norrie en sets corridos para ganar el Abierto de Lyon 2021 y el séptimo título de su carrera.
En el Abierto de Francia, Tsitsipas venció a Pablo Carreño Busta y a Daniil Medvédev para alcanzar su segunda semifinal consecutiva del Abierto de Francia y la tercera del Grand Slam. Se impuso a Alexander Zverev en cinco sets y se convirtió en el primer jugador griego de la historia en llegar a la final de un torneo de Grand Slam. Tsitsipas alcanzó la mejor clasificación de su carrera, el número 4 del mundo, al llegar al partido por el campeonato. Allí perdió ante el número 1 del mundo, Novak Djokovic, en cinco sets a pesar de llevar una ventaja de dos sets a cero.
En Wimbledon, Tsitsipas se despidió pronto de la competición, perdiendo ante Frances Tiafoe en la primera ronda. Se vengó de la derrota en Wimbledon derrotando a Tiafoe en la segunda ronda de los Juegos Olímpicos de 2020. Se convirtió en el primer griego en ganar un partido de individuales en los Juegos Olímpicos desde Augustos Zerlandis en 1924 con su victoria en la primera ronda por 6-3, 3-6 y 6-3 sobre Phillip Kohlschreiber. Perdió en la tercera ronda contra el francés Ugo Humbert en tres sets. En el Abierto de Estados Unidos, Tsitsipas derrotó a Andy Murray en 5 sets y a Adrian Mannarino en 4 sets para alcanzar la tercera ronda. En la tercera ronda, fue derrotado en 5 sets con una muerte súbita en el último set por el número 55 del mundo y de 18 años Carlos Alcaraz. En el Abierto BNP Paribas de 2021 llegó a los cuartos de final, venciendo a Pedro Martínez, Fabio Fognini y Álex de Miñaur antes de perder con Nikoloz Basilashvili. En las Finales de la ATP, Tsitsipas perdió en sets corridos con Andrey Rublev antes de retirarse del torneo debido a una lesión en el codo, la cual lo obligó a pasar por el quirófano.
En esta segunda parte de la temporada, y luego de perder de forma agónica la final de Roland Garros frente a Djokovic, Tsitsipas sufre un bajón notable en su rendimiento, donde pasa de liderar la Race a las ATP Finals, a pelear los primeros 5 puestos de la clasificación. Además, se ve envuelto en una serie de polémicas debido, primero, al exceso de tiempo que acusaban sus rivales que se tomaba para ir al baño durante el término de algunos sets, y segundo, al supuesto coaching que le daba su padre y entrenador Apostolos durante el partido, cosa prohibida en el tenis. Fueron varios los tenistas que se quejaron, entre ellos Zverev y Murray. A pesar de todo, termina el año como N.º  4, la mejor posición al finalizar una temporada de su carrera.

### 2022: Defensa de Montecarlo y 200 victorias ATP
En el Abierto de Australia de 2022, Tsitsipas alcanzó las semifinales por tercera vez, tras vencer en cuartos cómodamente al preclasificado 11 Jannik Sinner en sets corridos. Se enfrenta en semis al ruso y segundo preclasificado Daniil Medvédev en una revancha de la semifinal del año anterior. Perdió en cuatro sets, y recibió un warning de entrenador cuando su padre Apostolos fue sorprendido dando consejos en griego. En el Abierto Mexicano Telcel de 2022, al derrotar a Laslo Đjere en la primera ronda, Tsitsipas se convirtió en el primer hombre nacido en 1998 o después en conseguir 200 victorias en su carrera a nivel del circuito.
Stefanos Tsitsipas defendió con éxito su título del Masters de Montecarlo, contra el español Alejandro Davidovich Fokina en dos sets, 6-3, 7-6(3), para capturar su segundo título ATP Masters 1000, levantando un partido apasionante en cuartos de final tras ir cayendo 0-4 y 30-40 en el tercer set frente a Diego Schwartzman
Siguiendo la gira de polvo de ladrillo, cae derrotado en Barcelona ante Carlos Alcaraz por segunda vez en el año y por tercer enfrentamiento consecutivo, luego de perder en el tercer set por un marcador de 4-6, 7-5, 2-6 en un partido muy caliente. En Madrid, el alemán Zverev se toma la revancha de Montecarlo, derrotando a Stef en semifinales en 3 sets por 4-6,6-3, 2-6, en lo que se convertiría en la segunda mejor presentación del griego en la capital española. En Roma, Stefanos se vuelve a marcar un gran torneo, donde vuelve a derrotar a Zverev en semifinales, dejando una interesante rivalidad que lidera por 8-4 en enfrentamientos directos. En la final se reencuentra con el n°1 Djokovic, tras la final perdida de Roland Garros del año anterior, con quien pierde el primer set de forma muy apabullante por 0-6. Para el segundo set, el griego aprovecha la desconcentración del serbio para ponerse en ventaja, donde incluso llega a sacar por el set, sin embargo, cae derrotado en el tie-break por 5-7.
Llega al Abierto de Francia como 4.º preclasificado, luego de una muy buena temporada de polvo de ladrillo, como uno de los principales favoritos al título, y como finalista de la edición anterior. En primera ronda enfrenta un duro encuentro contra el italiano Lorenzo Musetti, perdiendo las dos primeras mangas y dándolo vuelta en el quinto set por 5-7, 4-6, 6-2, 6-3 y 6-2, en 3 horas y 36 minutos. Vuelve a enredar en segunda ronda con un rival de menor ranking, Zdenek Kolar (133.º ATP), en un partido muy físico, en el que se juegan 3 tie-breaks, 4 sets y más de 4 horas de partido, en donde sigue sin demostrar el nivel necesario y levanta dudas en cuanto a su candidatura al título, sumado al gran desgaste físico de dos primeras rondas donde ya suma más de 8 horas en cancha. Luego de avanzar en tercera ronda de forma relativamente fácil, donde reencuentra sensaciones con sus golpes para vencer al sueco Mikael Ymer en 3 sets, se enfrenta al joven jugador danés de 19 años, Holger Rune, quien lo vence en 4 sets por 5-7, 6-3, 3-6, 4-6, para cerrar una decepcionante presentación en el segundo major del año, y en el que mejores resultados había obtenido en su carrera. Con esta derrota, cae a la 6.ª posición del ranking ATP, perdiendo 1020 puntos. En la conferencia de prensa tras la derrota, declara haber errado totalmente la estrategia del partido: "Ha sido ridículo".
Para la temporada de césped, y tras la decepcionante participación en Roland Garros, Tsitsipas y su equipo deciden jugar la mayor cantidad de torneos en césped, para preparar su presentación en Wimbledon, en donde buscan mejorar el registro de sus actuaciones previas, con dos derrotas consecutivas en primera ronda. Luego de dos tempranas derrotas en Stuttgart y Halle, con Murray y Kyrgios respectivamente, logra su primer título en césped en el ATP 250 de Mallorca, tras derrotar en la final al local Roberto Bautista Agut en un tenso partido que se definió en el tie-break del tercero por 6-4, 3-6, 7-6 (7-2).

### 2023: finalista del Abierto de Australia y ganador del Abierto de Los Cabos
Es finalista por primera vez en el Abierto de Australia. Gana las cuatro primeras rondas a Quentin Halys, Hijikata, Griekspoor y Sinner. En cuartos de final vence al checo Jiří Lehečka y en la semifinal al ruso Khachanov. Pierde en tres sets la final contra Novak Djokovic por 3-6, 6-7, 6-7. 
En el Torneo de Róterdam pierde en octavos de final contra el italiano Sinner. En el Masters de Indian Wells pierde el primer partido contra el australiano Thompson. 
En el Masters de Miami gana el primer partido contra el francés Gasquet, el segundo partido contra el chileno Christian Garín y pierde en octavos de final contra el ruso Khachanov. 
En el Masters de Montecarlo gana en octavos de final al chileno Jarry y pierde en cuartos de final contra el estadounidense Fritz. En el Abierto de Barcelona es finalista. Gana su primer partido al argentino Pedro Cachín, en octavos de final al canadiense Denis Shapovalov, en cuartos al australiano Alex de Miñaur y en semifinales al italiano Musetti. Pierde la final contra el español Carlos Alcaraz en dos sets (6-3, 6-4).
En el Abierto de Madrid gana en primera ronda al austriaco Dominic Thiem, en segunda ronda al argentino Sebastián Báez y en octavos de final al español Bernabé Zapata Miralles. Pierde en cuartos de final contra el alemán Struff en tres sets 7-6, 5-7, 6-3.
En el Masters de Roma es semifinalista. Gana las primeras ronda contra el portugués Borges, los italianos Sonego y Musetti y el croata Coric. Pierde en semifinales en dos sets contra el ruso Medvedev (7-5, 7-5).
En Roland Garros gana la primera ronda al checo Jiri Vesely, la segunda ronda al español Carballés Baena, en tercera ronda al argentino Diego Schwartzman y en octavos de final al austríaco Sebastian Ofner. Pierde en cuartos de final contra el español Alcaraz en tres sets 6-2, 6-1, 7-6.
En el Torneo de Stuttgart pierde en octavos de final contra el francés Gasquet en tres sets 6-7, 6-2, 5-7. En el Abierto de Halle gana el primer partido al francés Grégoire Barrère y pierde en octavos de final contra el chileno Nicolás Jarry en dos sets 7-6, 7-5.
En el Mallorca Championships pierde en octavos de final contra el alemán Yannick Hanfmann. También juega la modalidad de dobles junto al español Feliciano López, quién jugaba por última vez el torneo. Pierden en octavos de final contra el francés Roger-Vasselin y el mexicano Gonzalez (6-4, 6-4). 
En Wimbledon gana la primera ronda al austríaco Dominic Thiem, la segunda ronda al británico Andy Murray y en tercera ronda al serbio Laslo Djere. Pierde en octavos de final contra el estadounidense Christopher Eubanks en cinco sets 3-6, 7-6, 3-6, 6-4, 6-4.
Gana el Abierto de Los Cabos venciendo en octavos de final al estadounidense John Isner, en cuartos al chileno Nicolás Jarry, en la semifinal al croata Coric y en la final al australiano Álex de Miñaur en dos sets 6-3, 6-4. 
Cae en primera ronda del Masters de Canadá frente al francés Gaël Monfils en dos sets 4-6, 3-6. En el Masters de Cincinnati gana el primer partido frente al estadounidense Ben Shelton y pierde en octavos de final frente al polaco Hurkacz en dos sets 3-6, 4-6. 
En el Abierto de Estados Unidos cae en segunda ronda frente al suizo Dominic Stricker en cinco sets 5-7, 7-6, 7-6, 6-7, 3-6. 
En el Abierto de China pierde su primer partido contra el chileno Nicolás Jarry. En el Masters de Shanghai gana el primer partido frente al australiano Rinky Hijikata y perdió en la siguiente ronda contra el francés Ugo Humbert 4-6, 6-3, 5-7. 
En el Torneo de Amberes en el cuadro individual venció en octavos de final al neerlandés Botic van de Zandschulp, en cuartos al alemán Yannick Hanfmann y perdió en la semifinal contra Arthur Fils. En el cuadro de dobles se proclamó campeón junto a su hermano Petros Tsitsipas tras vencer en la final al uruguayo Ariel Behar y el checo Adam Pavlásek, siendo el primer título juntos. 
Participó en el Torneo de Viena ganando el primer partido contra Dominic Thiem, en octavos de final ganó al checo Tomáš Macháč y en cuartos al croata Borna Gojo. Perdió en la semifinal contra el ruso Daniil Medvédev en dos sets 6-4, 7-6. 
En el Masters de París fue semifinalista, ganando en las dos primeras rondas contra el canadiense Auger-Aliassime y el alemán Zverev. En cuartos de final venció al ruso Khachanov y perdió la semifinal frente al búlgaro Dimitrov en tres sets 6-3, 6-7, 7-6. 
Tsitsipas jugó las ATP Finals enfrentándose en el primer partido de la fase de grupos al italiano Jannik Sinner contra quien perdió en dos sets 6-4, 6-4. En el segundo partido de la fase de grupos frente al danés Holger Rune se tuvo que retirar por lesión finalizando así la temporada.  

### 2024: tercer título del Masters de Montecarlo y ruptura profesional con su padre
En el Abierto de Australia jugó la primera ronda contra el belga Bergs, la segunda contra el local Thompson y la tercera contra el francés Luca Van Assche. Pierde en cuarta ronda contra el estadounidense Taylor Fritz en cinco sets 7-6, 5-7, 6-3, 6-3.
En el Abierto de Los Cabos gana en octavos de final al australiano Aleksandar Vukic y en cuartos de final al estadounidense Aleksandar Kovacevic. Pierde la semifinal contra el noruego Casper Ruud en dos sets 6-4, 7-6.
En el Abierto Mexicano gana su primer partido contra el ruso Roman Safiullin y los octavos de final contra el italiano Flavio Cobolli. Pierde en cuartos contra Álex de Miñaur en tres sets 1-6, 6-3, 6-3.
Llaga hasta octavos de final del Masters de Indian Wells perdiendo en dos sets contra el checo Jiří Lehečka (6-2, 6-4) y ganando los partidos previos a Lucas Pouille y FrancesTiafoe. En el Masters de Miami pierde su primer partido contra el canadiense Denis Shapovalov en dos sets 6-2, 6-4. 
Se proclama campeón por tercera vez del Masters de Montecarlo. Gana el primer partido al croata Laslo Djere y el segundo al argentino Tomás Martín Etcheverry. Gana en dos sets los octavos de final al alemán Alexander Zverev (5-7, 6-7) y en cuartos al ruso Karén Jachánov (6-4, 6-2). Vence en tres sets al italiano Jannik Sinner en la semifinal (6-4, 3-6, 6-4) y se proclama campeón al ganar en dos sets al noruego Casper Ruud (1-6, 4-6).
Es por segundo año consecutivo finalista del Abierto de Barcelona. Gana su primera ronda al austríaco Sebastian Ofner, los octavos de final al español Roberto Carballés y los cuartos al argentino Facundo Díaz Acosta. Vence en tres sets la semifinal al croata Dušan Lajović (5-7, 6-4, 6-2) y pierde la final contra el noruego Casper Ruud en dos sets 5-7, 3-6.
Pierde su primer partido del Abierto de Madrid contra el brasileño Thiago Monteiro en dos sets 6-4, 6-4. En el Masters de Roma, gana el primer partido al alemán Jan-Lennard Struff y el segundo al británico Cameron Norrie. En octavos de final vence al australiano Álex de Miñaur en dos sets 6-1, 6-2 y pierde en cuartos de final contra el chileno Nicolás Jarry en tres sets 6-3, 5-7, 4-6.
En Roland Garros gana la primera ronda a Márton Fucsovics (6-7, 4-6, 1-6), la segunda ronda al alemán Daniel Altmaier (3-6, 2-6, 7-6, 4-6) y la tercera ronda al chino Zhang Zhizhen (3-6, 3-6 1-6). Vence en la cuarta ronda al italiano Matteo Arnaldi (6-3, 6-7, 2-6, 2-6) y pierde en cuartos de final contra el español Carlos Alcaraz (3-6, 6-7, 4-6). En la modalidad de dobles jugó con su hermano Petros Tsitsipas llegando hasta cuartos de final donde perdieron contra la pareja formada por el salvadoreño Marcelo Arévalo y el croata Mate Pavić (5-7, 4-6). 
En el Abierto de Halle ganó el primer partido ante el alemán Henri Squire y perdió los octavos de final ante el también alemán Jan-Lennard Struff (6-4, 6-4). 
En Wimbledon gana su primera partido ante el japonés Taro Daniel (6-7, 4-6, 5-7) y pierde la segunda ronda ante el finlandés Emil Ruusuvuori (7-6, 7-6, 3-6, 6-3). Posteriormente participa en el Torneo de Gstaad donde gana en octavos de final al croata Hamad Medjedovic (7-6, 6-3), en cuartos de final al italiano Fabio Fognini (6-4, 6-3) y pierde en la semifinal ante el italiano Matteo Berrettini (6-7, 5-7).
Participa en el los Juegos Olímpicos de París en tres modalidades: individuales, dobles masculinos y dobles mixtos. En individuales gana la primera ronda al belga Bergs (7-6, 1-6, 6-1), la segunda ronda al británico Evans (6-1, 6-2), la tercera ronda al argentino Baez (7-5, 6-1) y pierde en cuartos de final ante el serbio Djokovic (6-3, 7-6). En el dobles masculino participa con su hermano Petros perdiendo en primera ronda ante los portugueses Borges y Cabral (6-3, 3-6, 6-7). En el doble mixto participa con Maria Sakkari perdiendo la primera ronda ante los neerlandeses Schuurs y Koolhof (6-4, 7-6). 
Pierde en el primer partido del Masters de Canadá ante el japonés Kei Nishikori (6-4, 6-4) y anuncia su ruptura profesional con su padre y entrenador Apostolos Tsitsipas. 
En el Masters de Cincinnati gana su primer partido ante el alemán Jan-Lennard Struff (6-4, 4-6, 3-6) y pierde su segundo partido ante el británico Jack Draper (3-6, 6-4, 7-5). 
En el Abierto de Estados Unidos pierde en primera ronda ante el australiano Thanasi Kokkinakis (6-7, 6-4, 3-6, 5-7). Participa en la competición de dobles mixtos junto a su pareja sentimental la tenista española Paula Badosa  perdiendo en primera ronda ante los mexicanos Giuliana Olmos y Santiago González (7-6, 6-4). 
Ya en la gira asiática pierde su primer partido en el Torneo de Tokio contra Alex Michelsen (4-6, 6-1, 6-2). En el Masters de Shanghái ganas las dos primeras rondas frente a Kei Nishikori (7-6, 6-4) y Alexandre Müller (6-3, 7-5). Pierde en octavos de final frente al ruso Daniil Medvédev (6-7, 3-6).  
En el Torneo de Amberes gana en octavos de final a Thiago Seyboth Wild (6-7, 6-4, 5-7) y pierde en cuartos de final frente al checo Jiří Lehečka (6-4, 6-4). En el Torneo de Basilea gana su primera ronda a Francisco Cerúndolo (6-3, 6-7, 7-6) y los cuartos de final a Botic van de Zandschulp (7-6, 7-5). Pierde en octavos de final frente a Arthur Fils (6-7, 3-6).   
En el Masters de París gana en primera ronda al español Roberto Carballés (4-6, 6-3, 6-3), en segunda ronda al chileno Alejandro Tabilo (6-3, 6-4) y en cuartos de final al argentino Francisco Cerúndolo (6-7, 6-4, 6-2). Pierde en octavos de final frente al alemán Alexander Zverev (7-5, 6-4). Stefanos finaliza la temporada siendo el número 11 de la clasificación ATP.     

### 2025: campeón del Torneo de Dubái, su primer ATP 500 y Goran Ivanisevic nuevo entrenador
Empieza la temporada perdiendo en primera ronda del Abierto de Australia frente a Alex Michelsen (5-7, 3-6, 6-2, 4-6). Se proclama campeón del Torneo de Dubái tras vence en la final a Félix Auger-Aliassime 6-3, 6-3 y en las fases previas a Lorenzo Sonego (7-6, 6-3), Karén Jachánov (7-6, 2-6, 6-4), Matteo Berrettini (7-6, 1-6, 6-4) y a Tallon Griekspoor (6-4, 6-4). Con esta victoria Tsitsipas gana su primer ATP 500 después de disputar once finales en esta categoría y además supone su vuelta al top-10. 
En Roland Garros pierde en segunda ronda y sale del top20. El 29 de mayo anuncia en sus redes sociales que su nuevo entrenador será el croata Goran Ivanisevic. 

## Competiciones por equipos

### Copa ATP

##### 2020
Disputa la Copa ATP en Brisbane en el año 2020 formando el equipo griego parte del grupo F junto a Australia, Canadá y AlemaniaJuega tres partidos individuales con victoria ante el canadiense Denis Shapovalov (6-7, 6-7), victoria ante el alemán Alexander Zverev (1-6, 4-6) y derrota ante el australiano Nick Kyrgios (6-7, 7-6, 6-7). En dobles juega un partido junto a Michail Pervolarakis cayendo derrotados 3-6, 6-3, 17-15 ante los alemanes Kevin Krawietz y Andreas Mies. Grecia no pasa de la fase de grupos quedando como últimos de su cuadro. 

##### 2021
Disputa la Copa ATP en Melbourne en el año 2021 formando el equipo griego parte del grupo B junto a España y Australia. Tsitsipás juega dos partidos individuales, uno frente al australiano Álex de Miñaur a quien gana 6-3, 7-5 y otro frente al español Roberto Bautista a quien también vence 5-7, 5-7. Juega dos partidos de dobles: uno junto a Michail Pervolarakis perdiendo 3-6, 6-4, 5-10 frente a los australianos John Peers y Luke Saville y otro junto a Markos Kalovelonis que ganan tras la retirada de los españoles Marcel Granollers y Pablo Carreño. El equipo griego no pasa de la fase de grupos quedando segundos de su cuadro.

##### 2022
Juega la Copa ATP en Sídney en el año 2022 formando el equipo griego parte del grupo D junto a Polonia, Argentina y Georgia. Disputa dos partidos individuales, uno ante el argentino Diego Schwartzman perdiendo 7-6, 3-6, 3-6 y otro ante el georgiano Nikoloz Basilashvili donde se tiene que retirar por lesión cuando el marcador estaba 4-1 a su favor. En dobles juega dos partidos ambos junto a Michail Pervolarakis, uno venciendo 6-4, 5-7, 10-8 a los polacos Jan Zieliński y Hubert Hurkacz y otro perdiendo 6-4, 3-6, 14-16 ante los georgianos Aleksandre Bakshi y Aleksandre Metreveli. El equipo griego no pasa de la fase de grupos quedando como tercer de su cuadro.

### Copa Davis

##### 2019
En el año 2019 es convocado por Dimitris Chatzinikolaou para disputar partidos de la Davis Cup en el Tatoi Club de Atenas, formando parte el equipo griego del Grupo III Europa. Disputa un partido frente al letón Martins Podzus venciendo 6-4, 6-4. También vence al monegasco Lucas Catarina (6-2, 6-1). Frente al equipo polaco juega un partido individual frente a Hubert Hurkacz venciendo 6-3, 6-1 y otro de dobles junto a Michail Pervolarakis perdiendo 6-3, 4-6, 1-6. Finalmente vence a luxemburgués Tom Diederich (6-1, 6-0). 

##### 2021
En el año 2021 es convocado para jugar en Manila frente al equipo filipino como parte del los play-off del Grupo Mundial II. Juega dos partidos con dos victorias frente a Alberto Lim (6-2, 6-1) y a Jeson Patrombon (6-2, 6-1). Grecia gana la eliminatoria 1-4. 

##### 2022
En el año 2022 disputa partidos en la ciudad de Túnez frente al equipo tunecino como parte de la primera ronda del Grupo Mundial II. Obtiene dos victorias frente a Aziz Dougaz (7-6, 6-2) y Skander Mansouri (6-2, 6-4). El equipo griego gana la eliminatoria 1-3.

#### 2023
En el año 2023 disputa los play-off del Grupo Munidal I en Atenas frente a Ecuador. Gana los dos partidos que disputa frente a Álvaro Guillen Meza (7-5, 6-2) y Andrés Andrade (7-6, 6-1). El equipo griego gana la eliminatoria 3-1. En el mes de septiembre se disputa en el Estadio de Panathenaic en Atenas la primera ronda del Grupo Mundial I frente a Eslovaquia. Stéfanos juega dos partidos individuales: uno con victoria frente a Lukas Klein (6-7, 7-6, 4-0) y otro con derrota frente a Alex Molcan (6-7, 6-4, 3-6). También juega un partido de dobles junto a su hermano Petros Tsitsipas perdiendo 3-6, 7-6, 3-6. El equipo griego pierde la eliminatoria 1-3. 

##### 2024
En el año 2024 disputa los play-off del Grupo Mundial I en Atenas frente a Rumania. Juega un partido individual venciendo 6-3, 6-4 a Marius Copil y un partido de dobles junto a su hermano Petros Tsitsipas ganando 6-7, 6-3, 6-4. El equipo griego gana la eliminatoria 4-0. En el mes de septiembre es convocado para disputar la primera ronda del Grupo Mundial I en Belgrado frente a Serbia pero finalmente se tiene que retirar por una lesión de espalda. 

### United Cup

##### 2023
Participa en la primera edición de la United Cup en el año 2023 formando parte del equipo griego junto a María Sákkari, Despina Papamichail, Michail Pervolarakis, Sapfo Sakellaridi y Petros Tsitsipas (que ejerce de capitán). Grecia forma parte del Grupo A junto a Bulgaria y Bélgica y disputan la fase de grupos en la ciudad de Perth. 
Contra el equipo búlgaro disputa un partido individual venciendo 4-6, 6-2, 7-6 a Grigor Dimitrov y un partido de dobles junto a María Sakkari venciendo 6-4, 6-4. Contra el equipo belga gana 6-3, 6-2 a David Goffin y en dobles junto a María Sakkari vencen 6-3, 6-2. El equipo griego pasa como primara de grupo y disputa la fase eliminatoria de Perth frente a Croacia, donde Tsitsipas gana su partido individual frente a Borna Ćorić (6-0, 6-7, 7-5) y su partido de dobles junto a Sákkari. Grecia gana la eliminatoria 3-4. Se trasladan a Sídney para disputar las ronda finales frente a Italia, donde disputa un partido individual frente a Matteo Berrettini ganando 4-6, 7-6, 6-4. Grecia pierde la eliminatoria 1-4. 

##### 2024
Participa en la United Cup formando equipo con María Sákkari, Despina Papamichail, Stefanos Sakellaridis, Valentini Grammatikopoulou y Petros Tsitsipas. El equipo griego forma parte del Grupo B junto a Chile y Canadá y disputan la fase de grupos en la ciudad de Sídney.
Ante el equipo chileno disputa un único partido de dobles junto a María Sákkari perdiendo 7-6, 3-6, 6-10. Frente al equipo canadiense disputa un partido individual contra Steven Diez que gana 6-2, 6-3. El equipo griego pasa como primera de grupo y disputa los cuartos de final frente a Alemania. Stefános disputa un único partido individual frente a Alexander Zverev que pierde 4-6, 4-6. Grecia pierde la eliminatoria 1-2. 

##### 2025
Participa en la United Cup en Perth formando equipo con María Sákkari, Despina Papamichail, Stefanos Sakellaridis, Valentini Grammatikopoulou y Petros Tsitsipas. El equipo griego forma parte del Grupo C junto a Kazajistán y España. 
Ante el equipo español disputa un partido individual frente a Pablo Carreño venciendo 6-4, 4-6, 6-3. También juega el partido de dobles junto a María Sákkari venciendo 4-6, 6-3, 10-6 a Yvonne Cavalle Reimers y Sergio Martos Gornés. Frente al equipo kazajo disputa un partido individual frente a Alexander Shevchenko perdiendo 4-6, 6-7. Grecia no pasa de la fase de grupos al quedar segundo

### Laver Cup

##### 2019
Es convocado por Björn Borg para disputar la Laver Cup en Ginebra como miembro del Equipo Europa junto a Rafael Nadal, Roger Federer, Dominic Thiem, Alexander Zverev, Fabio Fognini y  Roberto Bautista (como suplente). 
Disputa un partido individual frente a Taylor Fritz ganando 6-2, 1-6, 10-7. En dobles disputa dos partidos: uno junto a Rafael Nadal perdiendo 4-6, 6-3, 6-10 contra Nick Kyrgios y Jack Sock y otro junto a Roger Federer perdiendo 7-5, 4-6, 8-10 frente a John Isner y Jack Sock.El Equipo Europa gana la competición.

##### 2021
Es convocado por Björn Borg para disputar la Laver Cup en Boston como miembro del Equipo Europa junto a Daniil Medvédev, Alexander Zverev,  Andrey Rublev,  Matteo Berrettini,  Casper Ruud y Feliciano López (como suplente).
Disputa un partido individual frente a Nick Kyrgios que gana 6-3, 6-4 y uno en dobles junto a Andrey Rublev que ganan 6-7, 6-3, 10-4 frente a Nick Kyrgios y John Isner. El Equipo Europa gana la competición. 

##### 2022
Es convocado por Björn Borg para disputar la Laver Cup en Londres como miembro del Equipo Europa junto a Casper Ruud, Rafael Nadal, Novak Djokovic, Andy Murray, Roger Federer, Cameron Norrie y Matteo Berrettini (los dos últimos como suplentes).
Disputa dos partidos individuales: uno con victoria frente a Diego Schwartzman (6-2, 6-1) y otro con derrota frente a Frances Tiafoe (6-1, 6-7, 8-10). El Equipo Resto del Mundo gana la competición. 

##### 2024
Es convocado por Björn Borg para disputar la Laver Cup en Berlín como miembro del Equipo Europa junto a Alexander Zverev, Carlos Alcaraz, Daniil Medvédev, Casper Ruud, Grigor Dimitrov, Flavio Cobolli y Jan-Lennard Struff (los dos último como suplentes).
Disputa un partido individual con victoria frente a Thanasi Kokkinakis (6-1, 6-4) y otro de dobles junto a Casper Ruud con derrota 1-6, 2-6 frente a Alejandro Tabilo y Ben Shelton. El Equipo Europa gana la competición. 

## Estilo de juego

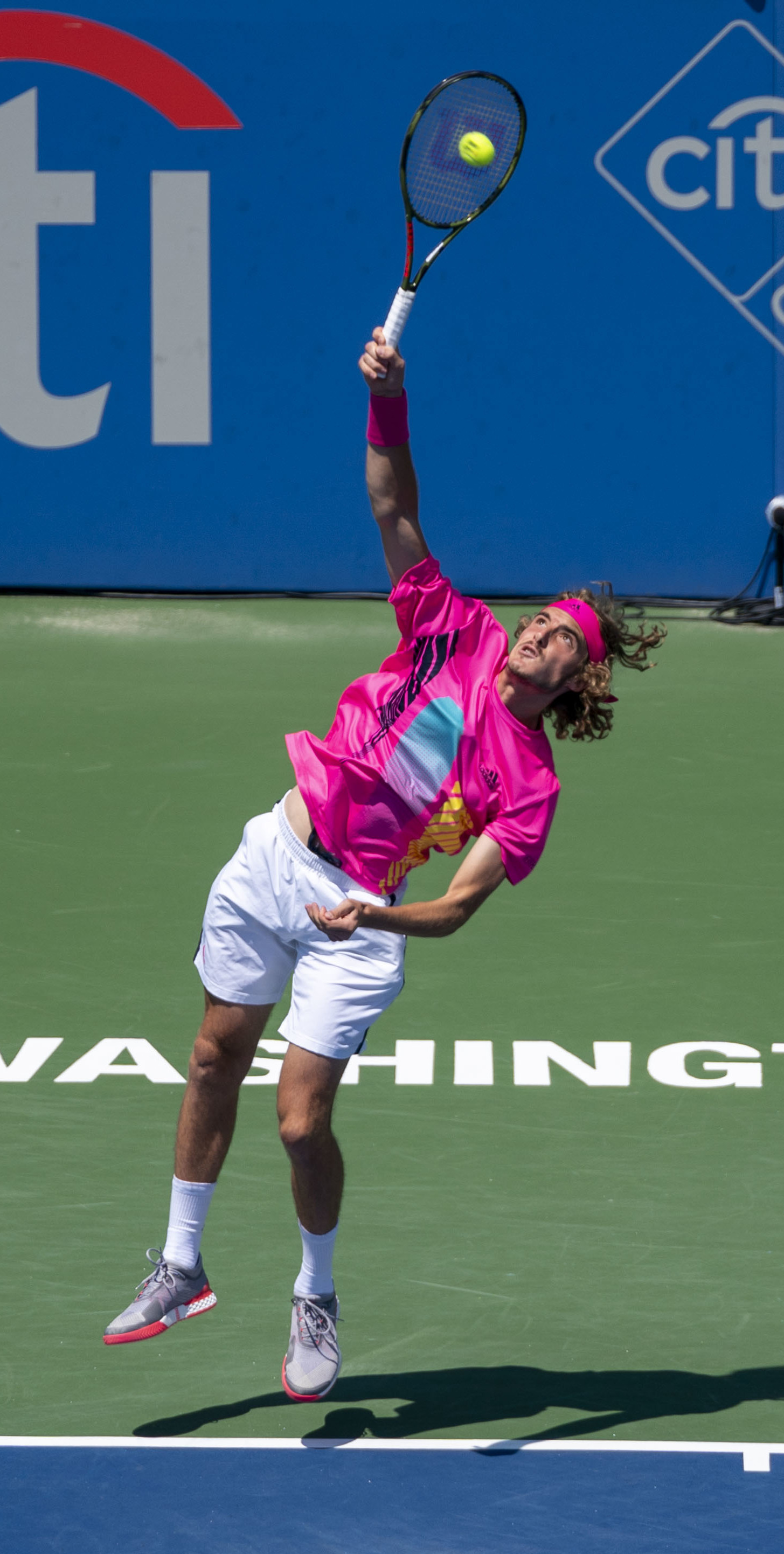
Tsitsipás sirviendo.

Tsitsipás es un jugador de línea de fondo agresivo. Su objetivo es golpear poderosos ganadores de fondo y tiene un golpe de derecha particularmente fuerte. También tiene un gran servicio y puede ir a la red con más frecuencia que los jugadores de línea de fondo típicos. Una de sus debilidades es tratar de sobresalir y por tanto cometer errores no forzados al tratar de dominar siempre los puntos.
La especialidad de Tsitsipás es su revés a una mano, una rareza en el tenis moderno. Experimentó con revés a una mano y dos manos durante su juventud, pero optó por ir con el primero, que practicaba desde los ocho años porque sus padres (extenistas), así como su ídolo Roger Federer, todos usaban revés a una mano. De revés, y también porque así se siente más natural.
Tsitsipás se considera que tiene un juego apto para todas las superficies. Su superficie favorita es la hierba y Wimbledon es su torneo favorito. Tsitsipás también sobresale en tierra batida, habiendo crecido jugando en esa superficie en Grecia. Él dijo: "Me siento muy confiado cuando piso la tierra. Siempre muestro mi mejor tenis en esta superficie". Tsitsipás también ha tenido un buen desempeño en canchas duras, llegando a una final de Masters 1000 y a dos semifinales del Abierto de Australia en esta superficie.
Los exjugadores n.º 1 británicos Greg Rusedski y Annabel Croft han elogiado el comportamiento en la cancha de Tsitsipás junto con su estilo de juego. Rusedski en particular ha dicho que "Tsitsipás me recuerda un poco a Björn Borg. Él hace todo lo correcto, es espectacular como jugador de tenis y fue sensacional con la forma en que estaba tan tranquilo y sereno. y no parpadeó cuando llegó a crisis. Tiene la naturaleza competitiva de Andy Murray, pero también tiene una calma que me recuerda a Roger Federer".

## Torneos de Grand Slam

### Individual

#### Finalista (2)
| Año  | Campeonato           | Oponente en la final | Resultado en final         |
| 2021 | Roland Garros        | Novak Djokovic       | 7-6(6), 6-2, 3-6, 2-6, 4-6 |
| 2023 | Abierto de Australia | Novak Djokovic       | 3-6, 6-7(4), 6-7(5)        |

## ATP World Tour Finals

#### Títulos (1)
| Año  | Torneo  | Superficie | Techo    | Oponente en la final | Resultado           |
| 2019 | Londres | Dura       | Cubierto | Dominic Thiem        | 6-7(6), 6-2, 7-6(4) |

## ATP World Tour Masters 1000

#### Títulos (3)
| Año  | Torneo     | Superficie    | Ind/Outdoor | Oponente en la final | Resultado   |
| 2021 | Montecarlo | Tierra batida | Outdoor     | Andrey Rublev        | 6-3, 6-3    |
| 2022 | Montecarlo | Tierra batida | Outdoor     | Alejandro Davidovich | 6-3, 7-6(3) |
| 2024 | Montecarlo | Tierra batida | Outdoor     | Casper Ruud          | 6-1, 6-4    |

#### Finalista (4)
| Año  | Torneo     | Superficie    | Ind/Outdoor | Oponente en la final | Resultado   |
| 2018 | Toronto    | Dura          | Outdoor     | Rafael Nadal         | 2-6, 6-7(4) |
| 2019 | Madrid     | Tierra batida | Outdoor     | Novak Djokovic       | 3-6, 4-6    |
| 2022 | Roma       | Tierra batida | Outdoor     | Novak Djokovic       | 0-6, 6-7(5) |
| 2022 | Cincinnati | Dura          | Outdoor     | Borna Ćorić          | 6-7(0), 2-6 |

## Títulos ATP (14; 12+2)

### Individual (12)
| Leyenda                         |
| Grand Slam (0)                  |
| ATP World Tour Finals (1)       |
| ATP World Tour Masters 1000 (3) |
| ATP World Tour 500 (1)          |
| ATP World Tour 250 (7)          |

| Títulos por Superficie |
| Dura (5)               |
| Tierra batida (4)      |
| Hierba (1)             |
| Indoor (4)             |
| Outdoor (6)            |

| N.º | Fecha                   | Torneo                | Superficie    | Oponente en la final  | Resultado           |
| --- | ----------------------- | --------------------- | ------------- | --------------------- | ------------------- |
| 1.  | 21 de octubre de 2018   | Estocolmo             | Dura (i)      | Ernests Gulbis        | 6-4, 6-4            |
| 2.  | 24 de febrero de 2019   | Marsella              | Dura (i)      | Mikhail Kukushkin     | 7-5, 7-6(5)         |
| 3.  | 5 de mayo de 2019       | Estoril               | Tierra batida | Pablo Cuevas          | 6-3, 7-6(4)         |
| 4.  | 17 de noviembre de 2019 | ATP World Tour Finals | Dura (i)      | Dominic Thiem         | 6-7(6), 6-2, 7-6(4) |
| 5.  | 23 de febrero de 2020   | Marsella (2)          | Dura (i)      | Félix Auger-Aliassime | 6-3, 6-4            |
| 6.  | 18 de abril de 2021     | Montecarlo            | Tierra batida | Andrey Rublev         | 6-3, 6-3            |
| 7.  | 23 de mayo de 2021      | Lyon                  | Tierra batida | Cameron Norrie        | 6-3, 6-3            |
| 8.  | 17 de abril de 2022     | Montecarlo (2)        | Tierra batida | Alejandro Davidovich  | 6-3, 7-6(3)         |
| 9.  | 25 de junio de 2022     | Mallorca              | Hierba        | Roberto Bautista      | 6-4, 3-6, 7-6(2)    |
| 10. | 5 de agosto de 2023     | Los Cabos             | Dura          | Álex de Miñaur        | 6-3, 6-4            |
| 11. | 14 de abril de 2024     | Montecarlo (3)        | Tierra batida | Casper Ruud           | 6-1, 6-4            |
| 12. | 1 de marzo de 2025      | Dubái                 | Dura          | Félix Auger-Aliassime | 6-3, 6-3            |

#### Finalista (18)
| N.º | Fecha                    | Torneo               | Superficie    | Oponente en la final  | Resultado                  |
| --- | ------------------------ | -------------------- | ------------- | --------------------- | -------------------------- |
| 1.  | 29 de abril de 2018      | Barcelona            | Tierra batida | Rafael Nadal          | 2-6, 1-6                   |
| 2.  | 12 de agosto de 2018     | Toronto              | Dura          | Rafael Nadal          | 2-6, 6-7(4)                |
| 3.  | 2 de marzo de 2019       | Dubái                | Dura          | Roger Federer         | 4-6, 4-6                   |
| 4.  | 12 de mayo de 2019       | Madrid               | Tierra batida | Novak Djokovic        | 3-6, 4-6                   |
| 5.  | 6 de octubre de 2019     | Pekín                | Dura          | Dominic Thiem         | 6-3, 4-6, 1-6              |
| 6.  | 29 de febrero de 2020    | Dubái                | Dura          | Novak Djokovic        | 3-6, 4-6                   |
| 7.  | 27 de septiembre de 2020 | Hamburgo             | Tierra batida | Andrey Rublev         | 4-6, 6-3, 5-7              |
| 8.  | 20 de marzo de 2021      | Acapulco             | Dura          | Alexander Zverev      | 4-6, 6-7(3)                |
| 9.  | 25 de abril de 2021      | Barcelona            | Tierra batida | Rafael Nadal          | 4-6, 7-6(6), 5-7           |
| 10. | 13 de junio de 2021      | Roland Garros        | Tierra batida | Novak Djokovic        | 7-6(6), 6-2, 3-6, 2-6, 4-6 |
| 11. | 13 de febrero de 2022    | Róterdam             | Dura (i)      | Félix Auger-Aliassime | 4-6, 2-6                   |
| 12. | 15 de mayo de 2022       | Roma                 | Tierra batida | Novak Djokovic        | 0-6, 6-7(5)                |
| 13. | 21 de agosto de 2022     | Cincinnati           | Dura          | Borna Ćorić           | 6-7(0), 2-6                |
| 14. | 9 de octubre de 2022     | Astaná               | Dura (i)      | Novak Djokovic        | 3-6, 4-6                   |
| 15. | 23 de octubre de 2022    | Estocolmo            | Dura (i)      | Holger Rune           | 4-6, 4-6                   |
| 16. | 29 de enero de 2023      | Abierto de Australia | Dura          | Novak Djokovic        | 3-6, 6-7(4), 6-7(5)        |
| 17. | 23 de abril de 2023      | Barcelona            | Tierra batida | Carlos Alcaraz        | 3-6, 4-6                   |
| 18. | 21 de abril de 2024      | Barcelona            | Tierra batida | Casper Ruud           | 5-7, 3-6                   |

### Dobles (2)
| Leyenda                         |
| Grand Slam (0)                  |
| ATP World Tour Finals (0)       |
| ATP World Tour Masters 1000 (0) |
| ATP World Tour 500 (1)          |
| ATP World Tour 250 (1)          |

| N.º | Fecha                 | Torneo   | Superficie | Pareja           | Oponentes en la final             | Resultado           |
| --- | --------------------- | -------- | ---------- | ---------------- | --------------------------------- | ------------------- |
| 1.  | 26 de febrero de 2022 | Acapulco | Dura       | Feliciano López  | Marcelo Arévalo Jean-Julien Rojer | 7-5, 6-4            |
| 2.  | 22 de octubre de 2023 | Amberes  | Dura (i)   | Petros Tsitsipas | Ariel Behar Adam Pavlásek         | 6-7(5), 6-4, [10-8] |

#### Finalista (1)
| N.º | Fecha               | Torneo | Superficie | Pareja         | Oponentes en la final | Resultado   |
| --- | ------------------- | ------ | ---------- | -------------- | --------------------- | ----------- |
| 1.  | 30 de marzo de 2019 | Miami  | Dura       | Wesley Koolhof | Bob Bryan Mike Bryan  | 5-7, 6-7(8) |

## Next Gen ATP Finals

### Títulos (1)
| N.º | Fecha                   | Torneo              | Superficie | Oponente en la final | Resultado                |
| --- | ----------------------- | ------------------- | ---------- | -------------------- | ------------------------ |
| 1.  | 10 de noviembre de 2018 | Next Gen ATP Finals | Dura (i)   | Álex de Miñaur       | 2-4, 4-1, 4-3(3), 4-3(3) |

## Títulos Challenger (1; 1+0)
| Leyenda               | Individuales | Dobles |
| --------------------- | ------------ | ------ |
| ATP Challenger Series | 1            | 0      |

### Individual (1)
| N.º | Fecha                    | Torneo               | Superficie    | Oponente en la final   | Resultado   |
| --- | ------------------------ | -------------------- | ------------- | ---------------------- | ----------- |
| 1.  | 10 de septiembre de 2017 | Challenger de Génova | Tierra batida | Guillermo García López | 7-5, 7-6(2) |

#### Finalista (3)
| N.º | Fecha                 | Torneo                   | Superficie    | Oponente en la final | Resultado     |
| --- | --------------------- | ------------------------ | ------------- | -------------------- | ------------- |
| 1.  | 8 de octubre de 2016  | Challenger de Mohammedía | Tierra batida | Gerald Melzer        | 6-3, 3-6, 2-6 |
| 2.  | 15 de octubre de 2016 | Challenger de Casablanca | Tierra batida | Maxime Janvier       | 4-6, 0-6      |
| 3.  | 29 de octubre de 2017 | Challenger de Brest      | Dura (i)      | Corentin Moutet      | 2-6, 6-7(8)   |

### Finalista (1)
| N.º | Fecha               | Torneo                     | Superficie    | Pareja        | Oponente en la final       | Resultado         |
| --- | ------------------- | -------------------------- | ------------- | ------------- | -------------------------- | ----------------- |
| 1.  | 23 de julio de 2017 | Challenger de Scheveningen | Tierra batida | Jozef Kovalík | Sander Gillé Joran Vliegen | 2-6, 6-4, [10-12] |

## Clasificación histórica
| Torneo                  | 2016            | 2017            | 2018            | 2019               | 2020               | 2021               | 2022               | 2023               | 2024               | 2025               | Títulos | G-P     | %       |
| ----------------------- | --------------- | --------------- | --------------- | ------------------ | ------------------ | ------------------ | ------------------ | ------------------ | ------------------ | ------------------ | ------- | ------- | ------- |
| Grand Slams             |                 |                 |                 |                    |                    |                    |                    |                    |                    |                    |         |         |         |
| Abierto de Australia    | A               | Q2              | 1R              | SF                 | 3R                 | SF                 | SF                 | F                  | 4R                 | 1R                 | 0 / 8   | 24-8    | 75%     |
| Roland Garros           | A               | 1R              | 2R              | 4R                 | SF                 | F                  | 4R                 | CF                 | CF                 |                    | 0 / 8   | 26-8    | 76%     |
| Wimbledon               | A               | 1R              | 4R              | 1R                 | ND                 | 1R                 | 3R                 | 4R                 | 2R                 |                    | 0 / 7   | 9-7     | 57%     |
| US Open                 | A               | Q3              | 2R              | 1R                 | 3R                 | 3R                 | 1R                 | 2R                 | 1R                 |                    | 0 / 7   | 6-7     | 46%     |
| Títulos                 | 0               | 0               | 0               | 0                  | 0                  | 0                  | 0                  | 0                  | 0                  | 0                  | 0 / 30  | 64-30   | 70%     |
| Ganados-Perdidos        | 0-0             | 0-2             | 5-4             | 8-4                | 8-3                | 12-4               | 10-4               | 14-4               | 7-4                | 0-1                | 0 / 30  | 64-30   | 70%     |
| Torneos de maestros     |                 |                 |                 |                    |                    |                    |                    |                    |                    |                    |         |         |         |
| ATP Finals              | No se clasificó | No se clasificó | No se clasificó | G                  | RR                 | RR                 | RR                 | RR                 | NC                 |                    | 1 / 5   | 6-8     | 43%     |
| NextGen ATP Finals      | NSC             | NSC             | G               | Menores de 21 años | Menores de 21 años | Menores de 21 años | Menores de 21 años | Menores de 21 años | Menores de 21 años | Menores de 21 años | 1 / 1   | 5-0     | 100%    |
| Títulos                 | 0               | 0               | 1               | 1                  | 0                  | 0                  | 0                  | 0                  | 0                  |                    | 2 / 6   | 11-8    | 59%     |
| Ganados-Perdidos        | 0-0             | 0-0             | 5-0             | 4-1                | 1-2                | 0-1                | 1-2                | 0-2                | 0-0                |                    | 2 / 6   | 11-8    | 59%     |
| ATP Tour Masters 1000   |                 |                 |                 |                    |                    |                    |                    |                    |                    |                    |         |         |         |
| Indian Wells            | A               | A               | 2R              | 2R                 | ND                 | CF                 | 3R                 | 2R                 | 4R                 | 4R                 | 0 / 7   | 9-7     | 56%     |
| Miami                   | A               | A               | 1R              | 4R                 | ND                 | CF                 | 4R                 | 4R                 | 2R                 | 3R                 | 0 / 7   | 9-7     | 56%     |
| Montecarlo              | A               | A               | 2R              | 3R                 | ND                 | G                  | G                  | CF                 | G                  | CF                 | 3 / 7   | 23-4    | 85%     |
| Madrid                  | A               | A               | 1R              | F                  | ND                 | 3R                 | SF                 | CF                 | 2R                 |                    | 0 / 6   | 11-6    | 69%     |
| Roma                    | A               | A               | 2R              | SF                 | 2R                 | CF                 | F                  | SF                 | CF                 |                    | 0 / 7   | 16-7    | 68%     |
| Canadá                  | A               | A               | F               | 2R                 | ND                 | SF                 | 2R                 | 2R                 | 2R                 |                    | 0 / 6   | 8-6     | 58%     |
| Cincinnati              | A               | A               | 1R              | 2R                 | SF                 | SF                 | F                  | 2R                 | 3R                 |                    | 0 / 7   | 14-7    | 67%     |
| Shanghái                | A               | 2R              | 3R              | SF                 | No disputado       | No disputado       | No disputado       | 3R                 | 4R                 |                    | 0 / 5   | 9-5     | 65%     |
| París                   | A               | A               | 2R              | CF                 | 2R                 | 2R                 | SF                 | SF                 | CF                 |                    | 0 / 7   | 11-7    | 62%     |
| Títulos                 | 0               | 0               | 0               | 0                  | 0                  | 1                  | 1                  | 0                  | 1                  | 0                  | 3 / 59  | 93-56   | 65%     |
| Ganados-Perdidos        | 0-0             | 1-1             | 10-9            | 14-9               | 3-3                | 20-7               | 22-7               | 15-9               | 16-8               | 5-3                | 3 / 59  | 93-56   | 65%     |
| ATP Tour 500            |                 |                 |                 |                    |                    |                    |                    |                    |                    |                    |         |         |         |
| Róterdam                | A               | 1R              | Q2              | 1R                 | 2R                 | SF                 | F                  | 2R                 | A                  | CF                 | 0 / 7   | 10-7    | 59%     |
| Río de Janeiro          | A               | A               | A               | A                  | A                  | ND                 | A                  | A                  | A                  | A                  | 0 / 0   | 0-0     | -%      |
| Dubái                   | A               | A               | CF              | F                  | F                  | A                  | A                  | A                  | A                  | G                  | 1 / 4   | 15-3    | 84%     |
| Acapulco                | A               | A               | A               | A                  | A                  | F                  | SF                 | A                  | CF                 | A                  | 0 / 3   | 9-3     | 75%     |
| Barcelona               | A               | A               | F               | 3R                 | ND                 | F                  | CF                 | F                  | F                  |                    | 0 / 6   | 20-6    | 77%     |
| Halle                   | A               | A               | 2R              | A                  | ND                 | A                  | 2R                 | 2R                 | 3R                 |                    | 0 / 4   | 4-4     | 50%     |
| Londres                 | A               | A               | A               | CF                 | ND                 | A                  | A                  | A                  | A                  |                    | 0 / 1   | 2-1     | 66%     |
| Hamburgo                | A               | A               | A               | A                  | F                  | CF                 | A                  | A                  | A                  |                    | 0 / 2   | 5-2     | 71%     |
| Washington              | A               | A               | SF              | SF                 | ND                 | A                  | A                  | A                  | A                  |                    | 0 / 2   | 6-2     | 75%     |
| Astaná                  | Inexistente     | Inexistente     | Inexistente     | Inexistente        | Inexistente        | Inexistente        | F                  | 250                | 250                | 250                | 0 / 1   | 4-1     | 80%     |
| Pekín                   | A               | A               | A               | F                  | No disputado       | No disputado       | No disputado       | 1R                 | A                  |                    | 0 / 2   | 4-2     | 67%     |
| Tokio                   | A               | 1R              | CF              | A                  | No disputado       | No disputado       | A                  | A                  | 2R                 |                    | 0 / 3   | 3-3     | 50%     |
| Basilea                 | Q2              | A               | CF              | SF                 | No disputado       | No disputado       | A                  | A                  | A                  |                    | 0 / 2   | 5-2     | 70%     |
| Viena                   | A               | A               | A               | A                  | 2R                 | 2R                 | 2R                 | SF                 | A                  |                    | 0 / 4   | 6-4     | 60%     |
| Títulos                 | 0               | 0               | 0               | 0                  | 0                  | 0                  | 0                  | 0                  | 0                  | 1                  | 1 / 41  | 99-40   | 71%     |
| Ganados-Perdidos        | 0-0             | 0-2             | 11-6            | 17-7               | 10-4               | 13-5               | 15-6               | 9-5                | 7-4                | 7-1                | 1 / 41  | 99-40   | 71%     |
| Representación nacional |                 |                 |                 |                    |                    |                    |                    |                    |                    |                    |         |         |         |
| Juegos Olímpicos        | A               | No disputado    | No disputado    | No disputado       | No disputado       | 3R                 | No disputado       | No disputado       | CF                 | ND                 | 0 / 2   | 5-2     | 71%     |
| Copa Davis              | A               | A               | A               | G3                 | A                  | G2                 | G2                 | G1                 | G1                 |                    | 0 / 0   | 12-1    | 92%     |
| ATP Cup                 | Inexistente     | Inexistente     | Inexistente     | Inexistente        | RR                 | RR                 | RR                 | No Disputado       | No Disputado       | No Disputado       | 0 / 3   | 4-3     | 57%     |
| United Cup              | Inexistente     | Inexistente     | Inexistente     | Inexistente        | Inexistente        | Inexistente        | Inexistente        | SF                 | CF                 |                    | 0 / 3   | 5-1     | 83%     |
| Títulos                 | 0               | 0               | 0               | 0                  | 0                  | 0                  | 0                  | 0                  | 0                  |                    | 0 / 6   | 23-6    | 79%     |
| Ganados-Perdidos        | 0-0             | 0-0             | 0-0             | 4-0                | 1-2                | 6-1                | 3-1                | 6-0                | 2-1                |                    | 0 / 6   | 23-6    | 79%     |
| Estadísticas            |                 |                 |                 |                    |                    |                    |                    |                    |                    |                    |         |         |         |
|                         | 2016            | 2017            | 2018            | 2019               | 2020               | 2021               | 2022               | 2023               | 2024               | 2025               | Totales | Totales | Totales |
| Torneos ATP jugados     | 0               | 10              | 29              | 27                 | 11                 | 21                 | 23                 | 23                 | 22                 | 6                  | 173     | 173     | 173     |
| Torneos ATP ganados     | 0               | 0               | 1               | 3                  | 1                  | 2                  | 2                  | 1                  | 1                  | 1                  | 11      | 11      | 11      |
| Finales ATP disputadas  | 0               | 0               | 4               | 6                  | 3                  | 5                  | 7                  | 3                  | 2                  | 1                  | 30      | 30      | 30      |
| G-P Dura                | 0-0             | 4-7             | 29-18           | 37-17              | 16-8               | 32-13              | 36-17              | 30-15              | 11-5               |                    | 5/100   | 197-104 | 65%     |
| G-P Tierra batida       | 0-0             | 0-2             | 11-6            | 15-5               | 9-3                | 23-5               | 17-4               | 17-5               | 10-1               |                    | 5/36    | 104-31  | 77%     |
| G-P Hierba              | 0-0             | 0-1             | 6-3             | 2-3                | 0-0                | 0-1                | 8-3                | 4-4                | 0-0                |                    | 1/16    | 20-15   | 57%     |
| G-P global              | 0-0             | 4-10            | 46-27           | 54-25              | 25-11              | 55-19              | 61-24              | 51-24              | 21-7               | 11-6               | 321-150 | 321-150 | 321-150 |
| Victorias (%)           | 0%              | 29%             | 63%             | 68%                | 69%                | 74%                | 72%                | 68%                | 75%                | 69%                | 68%     | 68%     | 68%     |

Leyenda
| G | F | SF | CF | #R | RR | C# | P# | NSC | NE | A | Z# | PO | O | P | B | ATP# | TI | TD | ND |

## Ranking ATP al final de la temporada
| Año                     | 2013 | 2014 | 2015 | 2016 | 2017 | 2018 | 2019 | 2020 | 2021 | 2022 | 2023 | 2024 |
| Ranking en individuales | 1985 | 1280 | 576  | 210  | 91   | 15   | 6    | 6    | 4    | 4    | 6    | 11   |

## Victorias sobre Top 10[73]
- Tsitsipás tiene un registro de 35-50 contra jugadores que en el momento en que se jugó el partido se encontraban entre los 10 primeros del ranking mundial.

| Temporada | 2016 | 2017 | 2018 | 2019 | 2020 | 2021 | 2022 | 2023 | 2024 | Total |
| Victorias | 0    | 1    | 6    | 9    | 2    | 5    | 8    | 1    | 3    | 35    |

| #    | Oponente          | Ranking | Torneo                                     | Superficie    | Ronda | Resultado                           | Ranking Tsitsipás |      |
| 2017 | 2017              | 2017    | 2017                                       | 2017          | 2017  | 2017                                | 2017              | 2017 |
| ---- | ----------------- | ------- | ------------------------------------------ | ------------- | ----- | ----------------------------------- | ----------------- | ---- |
| 1.   | David Goffin      | 10      | Amberes, Bélgica                           | Dura (i)      | CF    | 2–6, 7–6(7–1), 7–6(7–4)             | 122               |      |
| 2018 |                   |         |                                            |               |       |                                     |                   |      |
| 2.   | Dominic Thiem     | 7       | Barcelona, España                          | Tierra batida | CF    | 6–3, 6–2                            | 63                |      |
| 3.   | Kevin Anderson    | 8       | Estoril, Portugal                          | Tierra batida | 2R    | 6–7(3–7), 6–3, 6–3                  | 44                |      |
| 4.   | Dominic Thiem     | 8       | Toronto, Canadá                            | Dura          | 2R    | 6–3, 7–6(8–6)                       | 27                |      |
| 5.   | Novak Djokovic    | 10      | Toronto, Canadá                            | Dura          | 3R    | 6–3, 6–7(5–7), 6–3                  | 27                |      |
| 6.   | Alexander Zverev  | 3       | Toronto, Canadá                            | Dura          | CF    | 3–6, 7–6(13–11), 6–4                | 27                |      |
| 7.   | Kevin Anderson    | 6       | Toronto, Canadá                            | Dura          | SF    | 6–7(4–7), 6–4, 7–6(9–7)             | 27                |      |
| 2019 |                   |         |                                            |               |       |                                     |                   |      |
| 8.   | Roger Federer     | 3       | Abierto de Australia, Melbourne, Australia | Dura          | 4R    | 6–7(11–13), 7–6(7–3), 7–5, 7–6(7–5) | 15                |      |
| 9.   | Alexander Zverev  | 4       | Madrid, España                             | Tierra batida | CF    | 7–5, 3–6, 6–2                       | 9                 |      |
| 10.  | Rafael Nadal      | 2       | Madrid, España                             | Tierra batida | SF    | 6–4, 2–6, 6–3                       | 9                 |      |
| 11.  | Alexander Zverev  | 6       | Pekín, China                               | Dura          | SF    | 7–6(8–6), 6–4                       | 7                 |      |
| 12.  | Novak Djokovic    | 1       | Shanghái, China                            | Dura          | CF    | 3–6, 7–5, 6–3                       | 7                 |      |
| 13.  | Daniil Medvédev   | 4       | ATP Finals, Londres, Reino Unido           | Dura (i)      | RR    | 7–6(7–5), 6–4                       | 6                 |      |
| 14.  | Alexander Zverev  | 7       | ATP Finals, Londres, Reino Unido           | Dura (i)      | RR    | 6–3, 6–2                            | 6                 |      |
| 15.  | Roger Federer     | 3       | ATP Finals, Londres, Reino Unido           | Dura (i)      | SF    | 6–3, 6–4                            | 6                 |      |
| 16.  | Dominic Thiem     | 5       | ATP Finals, Londres, Reino Unido           | Dura (i)      | F     | 6–7(6–8), 6–2, 7–6(7–4)             | 6                 |      |
| 2020 |                   |         |                                            |               |       |                                     |                   |      |
| 17.  | Alexander Zverev  | 7       | ATP Cup, Brisbane, Australia               | Dura          | RR    | 6–1, 6–4                            | 6                 |      |
| 18.  | Andrey Rublev     | 8       | ATP Finals, Londres, Reino Unido           | Dura (i)      | RR    | 6–1, 4–6, 7–6(8–6)                  | 6                 |      |
| 2021 |                   |         |                                            |               |       |                                     |                   |      |
| 19.  | Rafael Nadal      | 2       | Abierto de Australia, Melbourne, Australia | Dura          | CF    | 3–6, 2–6, 7–6(7–4), 6–4, 7–5        | 6                 |      |
| 20.  | Andrey Rublev     | 8       | Montecarlo, Mónaco                         | Tierra batida | F     | 6–3, 6–3                            | 5                 |      |
| 21.  | Matteo Berrettini | 9       | Roma, Italia                               | Tierra batida | 3R    | 7-6(7-3), 6-2                       | 5                 |      |
| 22.  | Daniil Medvédev   | 2       | Roland Garros, París, Francia              | Tierra batida | CF    | 6–3, 7–6(7–3), 7–5                  | 5                 |      |
| 23.  | Alexander Zverev  | 6       | Roland Garros, París, Francia              | Tierra batida | SF    | 6–3, 6–3, 4–6, 4–6, 6–3             | 5                 |      |
| 2022 |                   |         |                                            |               |       |                                     |                   |      |
| 24.  | Jannik Sinner     | 10      | Abierto de Australia, Melbourne, Australia | Dura          | CF    | 6-3, 6–4, 6-2                       | 4                 |      |
| 25.  | Alexander Zverev  | 3       | Montecarlo, Mónaco                         | Tierra batida | SF    | 6–4, 6–2                            | 5                 |      |
| 26.  | Andrey Rublev     | 8       | Madrid, España                             | Tierra batida | CF    | 6–3, 2-6, 6–4                       | 5                 |      |
| 27.  | Alexander Zverev  | 3       | Roma, Italia                               | Tierra batida | SF    | 4-6, 6–3, 6–3                       | 5                 |      |
| 28.  | Daniil Medvédev   | 1       | Cincinnati, Estados Unidos                 | Dura          | SF    | 7–6(8-6), 3–6, 6–3                  | 7                 |      |
| 29.  | Hubert Hurkacz    | 10      | Astaná, Kazajistán                         | Dura (i)      | CF    | 7-6(8-6), 6-3                       | 6                 |      |
| 30.  | Andrey Rublev     | 9       | Astaná, Kazajistán                         | Dura (i)      | SF    | 4-6, 6–4, 6-3                       | 6                 |      |
| 31.  | Daniil Medvédev   | 5       | ATP Finals, Milán, Italia                  | Dura (i)      | RR    | 6–3, 6-7(9–11), 7–6(7–1)            | 3                 |      |
| 2023 |                   |         |                                            |               |       |                                     |                   |      |
| 32.  | Alexander Zverev  | 9       | Paris, Francia                             | Dura (i)      | 3R    | 7-6(7-2), 6-4                       | 6                 |      |
| 2024 |                   |         |                                            |               |       |                                     |                   |      |
| 33.  | Alexander Zverev  | 5       | Montecarlo, Mónaco                         | Tierra batida | 3R    | 7-5, 7-6(7-3)                       | 12                |      |
| 34.  | Jannik Sinner     | 2       | Montecarlo, Mónaco                         | Tierra batida | SF    | 6-4, 3-6, 6-4                       | 12                |      |
| 35.  | Casper Ruud       | 10      | Montecarlo, Mónaco                         | Tierra batida | F     | 6-1, 6-4                            | 12                |      |

## Vida personal
Desde finales de abril de 2023, comenzó una relación romántica con la tenista española Paula Badosa.